# ガリレオ (テレビドラマ)
『ガリレオ』は、東野圭吾の連作推理小説ガリレオシリーズを原作としてフジテレビが製作した日本の映像化作品シリーズ。主演は福山雅治。
フジテレビ系「月9」枠で、第1作（第1シーズン）が2007年10月15日から12月17日まで、第2作（第2シーズン）が2013年4月15日から6月24日まで、各々毎週月曜日21時 - 21時54分に放送された。
1話完結のスペシャルドラマとして、2008年10月4日に連続ドラマ第1作の前日譚にあたる『ガリレオΦ』が、2013年6月22日に連続ドラマ第2作の前日譚にあたるドラマオリジナルのスピンオフ作品『ガリレオXX 』が放送された。また、2022年9月17日に後述の映画第3弾の4年前の事件を描く『ガリレオ 禁断の魔術』が放送された。
テレビドラマの劇場版として、映画『容疑者Xの献身』が2008年10月4日に、映画第2弾『真夏の方程式』が2013年6月29日に、映画第3弾『沈黙のパレード』が2022年9月16日にそれぞれ公開された。

## 概要

### 連続ドラマ（概要）
帝都大学理工学部物理学科准教授・湯川学が新人女性刑事・内海薫の依頼を受けて、明晰な頭脳で事件のさなかに起きる超常現象を解き明かして事件を解決する。原作での湯川の相棒・草薙が内海に変更された経緯は原作との相違点参照。
原作は、東野圭吾の小説でガリレオシリーズ中の短編小説集第1作『探偵ガリレオ』と、第2作『予知夢』。
また福山は番組プロデューサー鈴木吉弘の要望を受けて、本作品の音楽を担当。主題歌もヒロインで出演している柴咲コウをプロデュースして、「KOH+（コウプラス）」としてユニットを組んだ。第2シーズンは柴咲は1話にゲスト出演したのみで後述の通り、ヒロイン役は柴咲から吉高由里子に交代しているが、主題歌に関しては引き続き第2シーズンでもKOH+が担当した。第2シーズンではガリレオが70か国以上で放送されることが決まっており、主題歌はオリジナル以外に韓国語verと中国語verを制作している。「恋の魔力」韓国語verを唄うのはKARAに所属するク・ハラが担当し、プロジェクト名は「HARA+（ハラプラス）」。「恋の魔力」中国語verを唄うのは台湾人歌手のA-Lin（アリン）が担当し、プロジェクト名は「A-Lin+（アリンプラス）」。
フジテレビとしては初の、番組公式コミュニティサイト「ガリレオ研究室」も公式サイト内に設置されている。
トリック暴きに時間を費やしているため、あらかじめ犯人が犯行の様子を視聴者に見せるという倒叙に近い形式を取っている。よって犯人は大抵の場合、次回予告などでゲストとされる人物や、本編中で証拠不十分で逮捕されていなかった人物など、ほとんど明かされている状態である。視聴者は「犯人が誰であるか?」よりも「どういったトリックを使うことで犯行が可能であったか?」「視聴者（と主人公たち）はどこを見落としていたのか?」といった部分を楽しむことになる。一連のトリックは再現すると危険であるため、エンディングの後には以下の警告テロップが表示される（以下は第1シーズンの警告テロップ。第2シーズンの警告文は変換が異なるのみで内容は同一）。
第55回ザテレビジョンドラマアカデミー賞では最優秀作品賞・主演男優賞（福山）・助演女優賞（柴咲）・脚本賞・監督賞・ドラマソング賞（KOH+「KISSして」）の6部門を制した。
2013年にはヒロインが吉高由里子に交代し、4月より『ガリレオの苦悩』『聖女の救済』『虚像の道化師 ガリレオ7』『禁断の魔術 ガリレオ8』を原作とする連続ドラマ第2シリーズが放送された。
第2シリーズは東京ドラマアウォード2013において連続ドラマ優秀賞とソウル国際ドラマ賞2014の特別賞を受賞した。

### 特別編『ガリレオΦ』
映画『容疑者Xの献身』の公開日（2008年10月4日）に『ガリレオΦ（エピソードゼロ）』が土曜プレミアムで放送された。
“ガリレオシリーズ”の短編小説集『ガリレオの苦悩』（放送当時未発売）収録の「落下る（おちる）」「操縦る（あやつる）」を原作に、連続ドラマから3年前、湯川が草薙の依頼によって初めて警察への捜査協力をする事件が描かれる。草薙の過去の回想で「落下る」を使用し、大筋の内容は「操縦る」を使用したストーリーとなっている。
学生時代の湯川と石神の会話や、終盤での原因不明の事件が映画の冒頭シーンに登場するといった映画とリンクする場面がある。ドラマ本放送終了後に、KOH+の「最愛」のライブ映像が放送された（ライブ映像は、2008年9月25日にフジテレビ音組が収録。プロデューサー：きくち伸、ディレクター：板谷栄司）。
なお、DVD化された際、「KISSして」が流れた後のシーンおよび、KOH+「最愛」のライブ映像がカットされている。

### 特別編『ガリレオXX』
『ガリレオXX 内海薫最後の事件 愚弄ぶ』（ガリレオダブルエックス うつみかおるさいごのじけん もてあそぶ）は、2013年6月22日に土曜プレミアム枠で放送された『ガリレオ』原作にはないオリジナルストーリーのスピンオフドラマであり、時系列としては第1シーズンと第2シーズンの間のエピソード。内海薫のオクラホマ研修へ至るまでの日常と心理の描写、そして最後に取り組んだ事件の解決と第2シーズン第1話へ繋がる前日譚で締めくくられている。

### 特別編『禁断の魔術』
『ガリレオ 禁断の魔術』（ガリレオ きんだんのまじゅつ）は、2022年9月17日に土曜プレミアム枠で放送されたSPドラマ。スピンオフ作品を除き、本作からプログレッシブカメラでの制作に移行となる。『禁断の魔術 ガリレオ8』収録の「猛射つ（うつ）」を大幅に改稿した長編『禁断の魔術』を原作に、後述の劇場版第3作『沈黙のパレード』の4年前に起こった事件を描いたもので、新たなヒロインとして新木優子が出演する。

### 映画（概要）
本作品の劇場版としてガリレオシリーズ第3弾『容疑者Xの献身』が製作され2008年10月4日に公開された。その当日に湯川の学生時代などを描く『ガリレオΦ（エピソードゼロ）』を放送、地上波初放送時は前日の2009年12月28日に『ガリレオΦ』、翌29日『容疑者Xの献身』と2夜連続で放送された。
テレビ第2シーズン放送終了直後の2013年6月29日にガリレオシリーズ第6弾『真夏の方程式』が劇場版第2作として公開されている。ヒロイン役は、テレビ第2シーズンと同じく吉高である。
2022年9月16日にガリレオシリーズ第9弾『沈黙のパレード』が劇場版第3作として公開された。ヒロイン役は吉高から再び柴咲に交代する。

## シリーズ
- テレビドラマ
  - 連続ドラマ 第1シーズン「ガリレオ」（2007年10月15日 - 12月17日 / 全10回）
  - 土曜プレミアム「ガリレオΦ」（2008年10月4日）
  - 連続ドラマ 第2シーズン「ガリレオ」（2013年4月15日 - 6月24日 / 全11回）
  - 土曜プレミアム「ガリレオXX 内海薫最後の事件 愚弄ぶ」（2013年6月22日）
  - 土曜プレミアム「ガリレオ 禁断の魔術」（2022年9月17日）
- 映画
  - 容疑者Xの献身（2008年10月4日公開）
  - 真夏の方程式（2013年6月29日公開）
  - 沈黙のパレード（2022年9月16日公開）

## 登場人物
メインキャスト / 警視庁貝塚北警察署 / 帝都大学理工学部 / ゲスト / ガリレオΦ / ガリレオXX/ 禁断の魔術

### 主要人物
湯川学（ゆかわ まなぶ）〈38 → 44〉
演 - 福山雅治
帝都大学理工学部物理学科准教授→教授（映画『沈黙のパレード』）。第十三研究室所属。帝都大学理工学部卒業。頭脳明晰、スポーツ万能で容姿端麗。一人称は僕。女子学生に人気があり、その講義の最前列は女子学生で埋まっている。学生時代の同期である草薙や研究室の学生は、彼のことを「変人ガリレオ」と呼んでいる。
「全ての現象には必ず理由がある」との信念を持ち、科学的に立証可能な事象を頭ごなしに否定することを好まず、「ありえない」という発言に対しては常に否定的な姿勢を示す。そのためオカルト・心霊現象の類は一切信じないが、関連する情報には造詣が深い。スカッシュやクライミングなどのスポーツや、趣味で行っている料理も数学的・理論的に解釈しようとする理屈屋でもある。
「子供は非論理的だから」との理由で子供嫌いであり、捜査において子供と会話をすることさえ厭い、第1シーズン第二章・第2シーズン第一章では無理して子供と見つめ合ったために、蕁麻疹を発症する。第2シーズン第四章では子供が走り寄って来た際に「近づくな!」と大声で遮っている。一方で、第2シーズン第二章にて自ら発言するように、高校生程度ならば平気なようである。また「論理的でないこと」が重要であるらしく、子供でも論理的でさえあれば蕁麻疹は発症しない（映画『真夏の方程式』）。
内海たちから捜査協力を申し込まれると最初こそ拒否するものの、『そんなことはありえない』『無理』などのキーワードを聞くと、過去の史実を例に出しながら不可解な現象への好奇心を露わにし、一転して捜査協力を承諾するのが毎回の流れになっている。持ち込まれた事件に興味を示した時の口癖は、「実に面白い」「実に興味深い」。また、不可解な事象に遭遇した際には突如笑い出したかと思うと、唐突に真顔になって「さっぱり分からない」と言う。自分の中で全ての謎が氷解した際には、頭の中を整理する癖としてチョーク・石・マジックなど目の前にある道具を筆記具として使い、地面やショーケースなど、所構わずトリックの証明をするための方程式を記述してから「そういうことか」などと決め台詞を呟く（他にも色々なパターンがある）。この式は物理学などの方程式であり（放送前特番より）、それらは事件の主題に関連したものである。ただし実際には公式などの羅列に留まっているため、解は求められないことが多い。記述後はフレミングの左手の法則を模した左手を顔に当てるポーズを取る。なお、湯川は自ら記述した方程式を消さずに立ち去ってしまうので、苦情を受けた岸谷が2時間掛けて消したことがある。
「（非論理的であるため）人間の感情に興味は無い」と断言するが、犯人像の特定や目撃者の錯覚を指摘する場面などで、人間の心理を熟知している様子が窺える。また、第1シーズン第一章で内海の作り話を信じて同情したり、彼女が落ち込んでいる時に気配りしたり、また目前で傷心している相手を気に掛けて慰めるなど、他者への共感・気遣いが出来ないわけではない。
インスタントコーヒーを研究室に常備しており、特に考えごとをする時に飲むことが多い。これは特に味を好んでいるという訳ではなく、単に「レギュラーを入れる時間が無駄だから」という彼らしい（恩師の木島によると「物理学者らしい合理的な」）理由によるものである。ただし、料理の味に関心がないわけではない。彼の作るコーヒーは味が薄いらしい。また、内海や岸谷など研究室への来客者にも度々インスタントコーヒーを供している。
納豆・オクラなどネバネバしたものが好物であり、学食のシーンではたいてい納豆などの入った小鉢をかき回すシーンが見られる。また、氷入りの酒（カクテル・ウイスキー・焼酎など）を飲む時に指で氷を頻繁にかき回す癖がある。中学時代は北海道に在住しており、現在同様女子生徒に人気があった。草薙刑事とは帝都大学の学部時代の同級生であり、当時は共にバドミントン部に所属していた。女好きな一面があり、「ガリレオφ」では捜査協力を一度は拒否したものの、草薙に『現場近くは穴場のビーチでビキニ姿の若い女がうじゃうじゃいる』と聞かされたことで、一転して承諾している。
内海薫（うつみ かおる）〈27 → 33〉
演 - 柴咲コウ（第1シーズン・第2シーズン第1話）（10歳：新志穂 / 第1シーズン第六章）
第1シーズンのヒロイン。貝塚北署の新人女性刑事。3月2日生まれ。交通課時代に痴漢犯65人を逮捕した実績を持ち、草薙に憧れて捜査課に転属してきた。草薙の紹介で湯川に捜査協力を求める。湯川とは反対に、理屈より「刑事の勘」や感情で動く直情的な性格であるため、理屈で動く湯川に歯が立たない。また、授業や実験の最中でも自分の用件を優先し、待つという選択肢を持たないので栗林を悩ませる。時折湯川のかっこ良さに見惚れてしまうこともある。
嘘や演技が上手く、変人湯川の協力を得るため、事件を湯川が否定するオカルトや心霊現象に喩えたり、第一章では海外の刑事ドラマ（チャイニーズマフィアに家族を殺された）からそのまま引用した作り話で涙を本当に流して同情を誘ったりしている。自分から事件を持ち込んでくることが多いが、第1シーズン第三章では湯川から、第1シーズン第七章では栗林から捜査を依頼され、逆に嫌々ながら協力することもある。
年齢より若く見られることが多いらしく、第1シーズン第一章では帝都大学の学生と勘違いされてナンパされている。また、第1シーズン第六章では幼馴染である坂木の母親に「（少女時代から）顔が変わらない」と言われるほどである。事件解決のために、かなりの頻度で湯川ゼミを訪れているため、ゼミ生の間では「湯川と恋愛関係にある」と思われていた（内海本人はその話を聞き驚いている）。
「感情的」「非論理的」と湯川に切り捨てられ、ぼやきながらも黙り込まざるをえないことが多いが、第1シーズン後半では徐々に湯川の扱い方を心得てきた。第六章で湯川と「ありえる」名前と「ありえない」名前の話になった時、自分の祖母の名前（茶柱たつこ）を湯川に「ありえない」と言わせたり、第八章で適当に作り、手際も見た目も悪いが味はいいチンジャオロースで「料理は化学だ」と理屈を並べる湯川を黙らせたりと、湯川を負かすことも少しだがある。また当初は死体を見ると嫌な顔つきをしていたが、事件の手掛かりを得るため城ノ内の元へ頻繁に通ううち、徐々に慣れていく。
第2シーズンでは、第1シーズンを含む数々の功績によりポルターガイストなどの怪奇現象が多く起こっているアメリカ・オクラホマへ研修のために旅立つ。本人は「湯川先生のせいでこうなった」と不満を漏らしていたが、湯川から餞別としてゲルマニウム（ダイヤモンドと同じ硬度）を貰う。またオクラホマに研修に行った後も湯川との関わりはあるようで、第2シーズン第七章ではティラノサウルスの模型を湯川に送っている。第2シーズンの前日譚にあたるスピンオフドラマ『ガリレオXX』では主人公を務め、事件の捜査を通して「刑事を続けるべきかどうか」と苦悩する様子が描かれる。
映画『沈黙のパレード』の時点では帰国しており、所属は貝塚北署から警視庁捜査一課に変わり草薙の直属の部下となっている。
原作では湯川の相棒は草薙だが、ドラマでは製作者の意図により内海になった。元々はドラマ化に当たって製作側の希望で誕生したキャラクター。ただしキャラクター自体は原作者が考えたものであり、初出は原作からである（ドラマより先に登場している）。なお、原作で内海が登場するのは短編小説集『ガリレオの苦悩』から。草薙とコンビを組んで捜査に当たることが多いが、『ガリレオの苦悩』以降は視点主となることはほとんどない。このためドラマ版と原作ではキャラクターや役回りがかなり異なる。
草薙俊平（くさなぎ しゅんぺい）〈36 → 42〉
演 - 北村一輝（第1シーズン・第2シーズン第1話）
貝塚北署に勤務していた刑事。大学の同期である湯川の助力で「田園調布ねずみ男事件」「蒲田念力殺人事件」「羽田空中浮遊事件」などの難事件を解決し、第一章の人体発火事件翌日に本庁（警視庁）に栄転した。入れ替わる形で配属された内海からは「ミステリーハンター」と呼ばれて尊敬されているが、シーズン1の第1話で内海に対して「事件を解決したのは湯川」と告げ、湯川の協力を得るように助言する。以降も何かと内海のことを気にかけている。第2シーズンでは内海に岸谷を紹介し、岸谷が内海の後任として選ばれたのは彼の意向と思われる。目をかけていた内海とは逆に、岸谷に対しては「性格に難がある」として少し厳しめに接している。
実は学生時代に殺人事件に巻き込まれ、容疑者として警察に逮捕されかけたのだが、学生だった湯川がトリックを暴いてくれたお陰で疑いが晴れたという過去がある。
原作では湯川の相棒として登場しており、内海とはコンビを組むことが多い主人公格。ドラマ版ではサブキャラクターのため出番は少ないが、湯川の性格を理解し、内海たち後輩刑事と湯川の間に立つ重要な人物として描かれる。また、ドラマでは女性にモテる・女好きという設定が加わっている。
映画『容疑者Xの献身』では内海とコンビを組んで捜査に当たっており出番が大幅に増えている。この作品では女好きの面を見せて内海に呆れられたり、捜査本部の方針に逆らって内海と共に捜査を続けた。
映画『真夏の方程式』では多々良管理官の命で玻璃ヶ浦で起きた殺人事件の捜査を岸谷とともに担当。
映画『沈黙のパレード』では物語の重要な人物となり、少女殺害事件の容疑者を有罪にできなかったことを心から悔やんでいる。
岸谷美砂（きしたに みさ）〈25〉
演 - 吉高由里子（第2シーズン）
第2シーズンのヒロイン。内海に代わる湯川の相棒として登場した。
帝都大学法学部卒。警部補。入庁2年目で警部補に昇進したキャリア組。大学時代は薙刀サークルに所属。前述の内海の海外研修により本庁（警視庁）から赴任し、内海本人から湯川の担当を命じられる。なお、テレビシリーズ終了から2か月後の物語である映画『真夏の方程式』では、チラシや劇中のセリフから岸谷の所属は警視庁捜査一課に戻っている模様である。
性格は度を超えるほどの自信家でプライドが非常に高く、自分より下と思った人間は、年上であろうが、上司であろうが、容赦無く見下しタメ口で会話する（そのため栗林からは「生意気小娘刑事」と呼ばれている）。草薙曰く帝都大生にありがちな性格。内海がお世辞のつもりで言った「頭がいい」という言葉に迷うことなく「はい」と返し、また、そんな自分の性格を分かって行動しているため、同僚や上司からは怪訝に思われている。
その割に刑事としての実力は高いとは言えず、湯川からは寧ろいいように扱われている。推理に関しても自信満々に「自分に酔った」状態で話すが、太田川からは穴だらけとツッコミを受ける始末である（ただしきちんと煮詰まっていないだけでまったくの的外れではない）。その他、原作では草薙がすぐに見破ったトリックに気づけなかった。栗林とは些細なことでいつも言い合い喧嘩になっている姿を見た湯川から、「栗林とは犬猿の仲だが、本当は仲が良いのではないか」と言われる。しかし、気分が落ち込むと敬語になり、上層部の評価を気にする一面も見られる。
歯に衣を着せない物言いをするが、友人曰く「好きな男性の前では別人のようにおとなしくなってしまう」とのこと。大学時代に「中島くん」という好きな相手がいたがバレンタインのときにその性格が災いし「義理チョコ」などと余計なことを喋ってしまったために失恋している。これを引きずっているのか、酔って湯川の研究室にきた時、熟睡した際に寝言で「中島くん」と言っていた。また湯川に襲われると誤解した時も「中島くん」と呟いていた。今でも心に残っている人物のようである。
殺人容疑が掛けられた女子高生に対し、気に掛けて接するなど「面倒見のいいお姉さん」という面も持つ。湯川の作るインスタントコーヒーが口に合わないらしく、カフェのコーヒーをテイクアウトして飲んでいる。
内海と同じくドラマ初出のキャラクターだが、こちらは原作には登場していない。なお原作には、岸谷という苗字の人物として草薙と同じ班に属する男性刑事が、美砂という名の人物として草薙の姪（姉の娘）が登場する。
牧村朋佳（まきむら ともか）
演 - 新木優子（ガリレオ 禁断の魔術）
「ガリレオ 禁断の魔術」のヒロイン。貝塚北署の女性刑事で草薙の部下。
湯川の活躍を以前から聞き及んでおり、湯川という存在に興味を持っている。帝都大へ赴く草薙に無理やり同行して期待感を露わにするなど、積極的に湯川と関わろうとする。
内海や岸谷とは異なり、湯川と2人で行動することは少なく、草薙を含めて3人でいることが多い。
原作には牧村という苗字の人物として、草薙と同じ班に属する男性刑事が登場する。

### 警察関係者
弓削志郎（ゆげ しろう）〈31 → 37〉
演 - 品川祐（品川庄司）（第1シーズン）
草薙の後輩で、内海の先輩にあたる貝塚北署の刑事。原作では出番は少ないが勘のいい刑事だった。逆にドラマでは「勘の良さ」は見られず、見当違いの見込み捜査をしたり、被疑者に対して圧力的な尋問をするなど、かなり凡庸な人物として描かれる。内海とコンビを組んでいるが基本的には邪険に扱い、内海の意見を聞かないことも多い。一方で引ったくりの被害者が好みのタイプの女性だったことから、捜査中の内海に電話して「女の子って電話番号は教えてもらうのと訊かれるの、どっちがいい？」と質問をしたり、態度を豹変させた被疑者に気圧されてしまうなど、小心者かつコミカルな一面もある。
シーズン1最終話では、事件の結末に納得がいかないと反発する内海に対し「言うこと聞かない後輩だな」と苦笑しつつ、単独捜査を認めて見送った。
後輩の内海が死体を見ることに段々慣れていくのに対し（城ノ内の元へ頻繁に通っているため）、彼は咽せたり、嫌な顔つきをする。ドラマ版レギュラー出演者の中では唯一湯川と直接の絡みが一切無かった。彼をはじめ貝塚北署のほとんどは草薙とその後の内海が難事件に対する協力を湯川に依頼していることはもちろん、湯川の存在さえ知らないようである（第二章では事件に進展があったことを内海に電話した際、代わりに湯川が電話に出てトリックが証明されたことを多謝するが、彼は湯川だと気付かなかった）。
ガリレオXXの時点では本庁に異動しており、内海への態度も比較的穏和になっている。
本作品のスピンオフドラマ『ユンゲル』の主人公でもある。
城ノ内桜子（じょうのうち さくらこ）〈38〉
演 - 真矢みき（第1シーズン）
東京都監察医務院に所属する、自他共に認める美人監察医。凄惨な変死体を見た刑事の面々が気分を悪くする中、一人であっけらかんとしているなど職業柄とはいえ豪胆なところがある。湯川が草薙の捜査に協力していたことを草薙本人から聞いており、第四章で湯川と初めて会った時から、外部からの心臓麻痺を実践させる方法についての話で盛り上がっていた。また、第九章では互いに理系で会話が弾むということもあり、「こんなに話の合う男は初めて」と感想を述べている。死体の検分をしているとき以外は、たいがい職場の遺体保存用冷蔵庫に大量に保管している菓子・デザート類を食べている。劇中の警察関係者では、彼女のみが湯川のことを「ガリレオ先生」とニックネーム的に呼んでいる。
第八章の被害者の料理教室に通っていた経験があり、そのことから内海に死体から得た死者のメッセージをアドバイスを送った上で託す。
シーズン2には登場せず、代わりに後述のアイザックが登場した。
柿坂千鶴
演 - 山崎真実
青柳塔子
演 - 三浦まゆ
門松マキ
演 - 小林きな子（第1シーズン）
上記3名は貝塚北警察署情報管理課巡査。本作品の第1シーズンスピンオフドラマ『ユンゲル』・第2シーズンスピンオフドラマ『タガーリン』にもレギュラーとして登場する。また、『タガーリン』では青柳・門松は交通課に異動、柿坂は出演していない。
太田川稔（おおたがわ みのる）〈30〉
演 - 澤部佑（ハライチ）（第2シーズン、ガリレオ 禁断の魔術）
貝塚北署刑事で内海の後輩。第2シーズンでは岸谷、『禁断の魔術』では牧村とコンビを組む。第1シーズンにおける弓削に近い役回りのキャラクターだが、弓削よりもコメディリリーフとしての色が濃い。
岸谷や牧村の推理に懐疑的な態度を取ることが多く、先輩として叱る場面も多いが、しばしばタメ口で話されるなど基本的に先輩として扱われていない。時折勘の良さを見せ、第三章では真相解明に役立ち、第2シーズン最終章でも予想外の活躍を果たした。本作品のスピンオフドラマ『タガーリン』の主人公でもある。詳細は#スピンオフ。
アイザック〈32〉
演 - 安原マリック勇人（第2シーズン）
東京都監察医務院監察医。城ノ内桜子に代わる新キャラクターとして登場した。
太田川から死体を調べて出た疑問を訊かれても「それを考えるのが貴方たちの仕事ですね」と笑って突き放したかと思えば、岸谷の推理に「頭の回転が速い」と称賛するなど口の滑りがいい。
警察官
演 - 海老原敬介、青木一（共にS1）

### 帝都大学理工学部
栗林宏美（くりばやし ひろみ）〈45 → 51〉
演 - 渡辺いっけい
帝都大学での湯川学の助手。原作には登場しないオリジナルキャラクター。劇中では専らコメディリリーフを担当する。
湯川が警察の犯罪捜査に協力することを快く思っておらず、内海や岸谷が研究室に現れると露骨に邪険な態度を取って湯川を関わらせまいとするが、自身の余計な一言がきっかけで逆に湯川に事件への興味を持たせてしまう流れがお約束となっている。これは犯罪捜査への協力が研究の妨げになり、ひいては湯川の学内での立場が危うくなることを本心から心配していることによるもので、シーズン1第九章では湯川を犯罪捜査に巻き込むのを止めるように内海に懇願している。その一方で事件関係者に感情移入することや、自ら事件の調査依頼を持ち込んでくることもある。第2シーズン第二章では被害者のペットであった犬の名前が中学時代の自分のあだ名と同じ「くりちゃん」であったことで、くりちゃんを殺した犯人に激怒している。また、第1シーズン第七章では友人の身に起こった奇怪な事件の真相を明らかにしてもらうため、湯川と内海に自ら調査を依頼している。
湯川が帝都大学に入学する前から20年以上助手を続けているが、自分よりも遥かに若い湯川の能力を尊敬している。一方で、第1シーズン第四章で湯川が「この論文では昇進は難しい」と言ったのを陰で聞いて深く落ち込んでいる。内海からは「万年助手」とバカにされたことがある。第2シーズンでも引き続き助手を務めているが、後任の岸谷からも万年助手と言われ馬鹿にされている。特に高飛車な岸谷とはかなり仲が悪く、「定年までには准教授になってみせる」と本気で怒鳴りつけたこともあった。
態度は大きいが気は小さく見栄っ張りな性格。機嫌が悪くなると学生にも当たり散らすので、学生からの人気や人望はあまりない。シーズン2では、栗林よりも湯川の方が大事だと学生たちに言われている。「友達はたくさんいる」と強がっているが、携帯電話に登録された電話番号の数が少なかったので岸谷から「可哀想な人」と本気で憐れまれた。湯川とは正反対で女性に不人気で、「ガリレオφ」では現場近くのビーチにいた若いビキニ姿の女性たちのナンパに失敗し、第2シーズン第七章では湯川の代理で初めて講義の教壇に立ったが、普段湯川の講義に出席している女子学生は一人も来ず、来たのはブサイクな男子学生3人だけだった。
実は妻子持ち。第二シーズン第八章「演技る」では「パスカル」という名前の猫を飼っている。

#### 湯川ゼミの学生たち（第1シーズン）
物理学科第13研究室に所属し、湯川の指導を受けている学生たち。内海からの依頼で奇怪な現象を解明しようとする湯川の実験や調査を手伝うことが多い。
村瀬健介
演 - 林剛史
4年生。第三章に登場した神崎弥生の弟。湯川は弥生の件で彼が動揺し、結果的に湯川自身の研究に支障をきたすことを恐れ、内海に捜査を依頼する。
小淵沢隆史
演 - 福井博章
湯川ゼミ唯一の大学院生。スピンオフドラマ「ユンゲル」にも登場する。
森英太
演 - 伊藤隆大
3年生。公式コミュニティサイト「ガリレオ研究室」内のコーナー「ガリレオ実験教室」のナビゲーターである。
渡辺美雪
演 - 高山都
4年生。公式コミュニティサイト「ガリレオ研究室」内のコーナー「ガリレオ実験教室」のナビゲーターである。
谷口紗江子
演 - 葵
3年生。アーチェリー部の長谷部という学生と交際しており、第五章では彼との結婚のことで湯川に相談を持ちかける。

#### 湯川ゼミの学生たち（第2シーズン）
折川圭〈23〉
演 - 今井隆文
宇野原達也〈22〉
演 - タモト清嵐
田窪壮一郎〈22〉
演 - 小野塚勇人
遠野みさき〈22〉
演 - 逢沢りな
上杉萌子〈21〉
演 - 吉倉あおい

### ゲスト
第1シーズン / 第2シーズン

#### 第1シーズン

##### 第一章「燃える」（もえる）
金森龍男〈42〉
演 - 唐沢寿明
事件のあった場所の近くにある機械工場「金属加工 時田製作所」に勤める技術者。職場近くのアパートに一人で暮らし、毎晩小説朗読のテープ録音のボランティアをしている。苛立つと、片足でその場を激しく踏みしめる癖がある。
時田栄作
演 - 小林すすむ
金森が勤める「金属加工 時田製作所」の社長。
小川真奈
演 - 北村燦來
事件のあった場所で何かを探すように空を見上げていた少女。
山下良介〈19〉
演 - 鈴之助
頭部発火事件の被害者。仲間と共に公園で騒ぎ立てる迷惑行為を行っていた。
良介の仲間
演 - CHIKARA、制野峻右、田島亮
クリーニング店 店員
演 - ムロツヨシ
内海が聞き込みをした事件現場付近のクリーニング店で働く店員。
内海が聞き込みをした近隣住人
演 - 林田麻里（公園の母親）、三上市朗（八百屋店主）、橘ユキコ、青木和代（共に近所の主婦）
内海をナンパする帝大生
演 - 杉森大祐、坪井彰宏
初めて帝大に来た内海をナンパする。
ナンパされる内海を見ている帝大生
演 - 永野宗典、本多力
物語終盤で内海をナンパし、警察手帳を見せられる。

##### 第二章「離脱る」（ぬける）
上村宏
演 - 小市慢太郎
フリーライター。経済的にも仕事的にも不遇で、息子の体験を幽体離脱として積極的にマスコミに売り出す。
上村忠広〈8〉
演 - 今井悠貴
上村宏の息子。小学生。昔から病弱で、当日は発熱により部屋で寝ていた。その最中に「竹田のおばちゃん」が部屋に来ることを予言し、部屋からは見ることができない川沿いの道路に停まっていた赤い車をスケッチ帳に描く。
竹田幸恵
演 - 虻川美穂子（北陽）
上村親子と親しい焼肉店の女性。当日は、忠広の看病をするために上村家を訪れた。
栗田信彦
演 - 石井正則（アリtoキリギリス）
事件当日に被害者宅を訪れる予定だった保険の外交員。
工場長
演 - 蛭子能収
上村宏が借りているアパートの隣にあるガラス工場の責任者。彼の証言は、上村忠広の体験が幽体離脱だとする裏付けとなった。

##### 第三章「騒霊ぐ」（さわぐ）
神崎弥生
演 - 広末涼子
湯川ゼミの村瀬の姉。気の強い性格。聖華女子大学出身の令嬢で、夫との結婚も周囲の反対を押し切ってのものだった。
高野昌明
演 - 甲本雅裕
高野理枝
演 - 出口結美子
上記2名は、弥生の夫が最後に訪れたと思われる高野ヒデの甥夫婦。多額の借金を抱えている。
近藤武
演 - 曽根悠多
山田晴美
演 - 奈良崎まどか
上記2名は、高野家に同居している不審な男女。
神崎直樹
演 - 渡辺裕樹
介護用品メーカーに勤める弥生の夫。優しい性格でお年寄りから好かれている。営業の途中で行方不明となる。
高野ヒデ
演 - 森康子
神崎直樹失踪の日に心筋梗塞で亡くなった老婆。直樹とも懇意にしていた。
幸吉
演 - 谷津勲
直樹が最後に訪れた老人ホームに入居している老人。

##### 第四章「壊死る」（くさる）
田上昇一
演 - 香取慎吾
湯川が物理学会の講演を行った、四谷工科大学の大学院生（理工学研究科応用物理学研究室博士課程2年）。湯川は彼の卒業論文（『ピエゾ効果によるジャイロセンサシステムの実用化』）を以前読んだことがあり、「優秀で気持ちのいい学生」と評した。物腰は穏やかで人当たりが良いが、科学者でも金儲けしても良いはずと語り、海外の軍事産業への就職を希望している。
篠崎怜子
演 - 蒼井そら
自宅の室内プールで水死した女子大生。
講演会聴講者
演 - Anthony W.
湯川の講演後、湯川を激励する。
講演会聴講者
演 - 麻奈未
湯川の講演後、湯川にサインをねだる。
内海が聞き込みする女子大生
演 - 斉藤未知、土方みなみ

侵入者
演 - 今奈良孝行
ホテルの内海の部屋に侵入し、弓削らに確保される。

##### 第五章「絞殺る」（しめる）
矢島秋穂
演 - 大後寿々花
被害者・矢島忠昭の娘で、喘息を患っている。幼いころから両親の苦労を目の当たりにし、鬱屈した感情を抱いている。
矢島貴子
演 - 水野美紀
被害者・矢島忠昭の妻。夫と共に長野でペンションを営んでいる。
矢島忠昭〈39〉
演 - 岡本光太郎
東京のホテルの一室で、密室状態の部屋で絞め殺された被害者。娘の喘息治療のため空気のいい長野県に移住し、ペンションとステンドガラス工房を経営。
会社員
演 - 利重剛
事件のあったホテル向かいの会社に勤めており、事件の時間に火の玉を目撃している。
長谷部
演 - 弓削智久
帝都大学の学生で、アーチェリーの花形選手。湯川ゼミの谷口との関係に悩み、スランプに陥っている。

##### 第六章「夢想る」（ゆめみる）
森崎礼美〈17〉
演 - 堀北真希
鏡花女子学院高等部の生徒（2年）。占いの客として坂木と出会った後、何度も手紙を送りつけられ、ついに寝ていたところを部屋に侵入される。
森崎由美子
演 - 手塚理美
礼美の母親。娘の部屋に侵入した坂木に対し、猟銃を発砲するという過激な行動に出る。
礼美の父親
演 - 若杉宏二
森崎礼美の父親。
坂木八郎
演 - 新井浩文（少年期：若林佑弥）
内海の幼馴染で占い師。占い師としては「モリサキ レミ」と名乗っている。小さいころから「森崎礼美」と結ばれると信じ、客として出会った森崎礼美に付きまとう。謎のメッセージにしたがって森崎家に侵入したところを由美子に撃たれ負傷し、逃亡する。
坂木香奈子
演 - 大島蓉子
八郎の母親。
北野宗平
演 - 沼崎悠
内海と坂木の小学校時代、近所に住んでいた画家。内海と坂木がよく彼の家へ遊びに行っていた。しかし、内海が引っ越した後に事故死した。

##### 第七章「予知る」（しる）
菅原静子〈25〉
演 - 深田恭子
満の元妻で、表面上は清楚可憐な美女。夫の浮気が原因で離婚し、多額の慰謝料と高級マンションを手に入れた。
菅原満〈41〉
演 - 塚地武雅（ドランクドラゴン）
「菅原ハム」の社長で、栗林の友人。自室の窓から浮気相手の自殺を目撃、峰村に頼んでその場を取り繕うも、後に不倫がばれて離婚。鉄道マニア。
峰村英和〈36〉
演 - 佐藤重幸（現・戸次重幸）
満の友人。ロボット関連会社「HuRoBot」の社員。満の部屋にいた時に冬美の自殺を目撃、満に代わって冬美の部屋に急行して遺体を確認した。満に静子を引き合わせたのも彼だった。
瀬戸冬美〈28〉
演 - 桜井千寿
満の浮気相手。半年前に、満に電話しながら自室で首吊り自殺した。
管理人
演 - でんでん
瀬戸冬美が住むマンション「トゥーランハイム豊洲」の管理人。
受付嬢
演 - 高瀬媛子
「HuRoBot」社の受付。

##### 第八章「霊視る」（みえる）
前田千晶
演 - 釈由美子
被害者の妹。ストーカーに悩む姉を心配して、度々彼女の自宅に泊まりに訪れていた。
前田美鈴〈35〉
演 - 引田博子
事件の被害者。料理教室「Misuzu cooking studio」の経営の傍ら、料理研究家として料理本も執筆していた。監察医の城ノ内桜子の友人。
小杉浩一〈32〉
演 - 飛田淳史
前田美鈴殺害事件の容疑者。無職。美鈴殺害現場から逃げようとして転落死。
金沢頼子
演 - たくませいこ
料理教室の共同経営者。
警備員
演 - 田口主将
料理教室で殺された美鈴を発見する。
刃物店店主
演 - 児玉頼信
内海に聞き込みされる。
駅員
演 - 権藤昌弘
ホームから線路を覗き込む湯川を制止する。
大家
演 - 南條瑞江
小杉のアパートの大家。

##### 第九章・最終章「爆ぜる」（はぜる）
木島征志郎
演 - 久米宏
帝都大学原子力工学科（現エネルギー工学科）元教授。中性子を100%反射するとされる幻の合金「レッドマーキュリー」の開発に取り組んでいたが、「核兵器の開発」につながる研究だとする内部告発により、大学を去り、医療機器メーカー「KSメディカルエンジニアリング」を設立。内部告発者が湯川であると考えており、湯川もそれを直接否定しなかったことから、湯川とは浅からぬ因縁がある。
穂積京子
演 - 本上まなみ
木島の秘書。木島の一番の理解者であり、研究を支えることに強い義務感を抱いている。
藤川雄一〈33〉
演 - 坂本真
帝都大学原子力工学科（現エネルギー工学科）卒業生。自然公園の池の中で頭を銃で撃たれた遺体で発見される。大学卒業後「KSメディカルエンジニアリング」に勤めていたが、事件直前に退職していた。趣味はバイク。
藤川伸江
演 - 泉晶子（第九章）
藤川雄一の母親。1ヶ月前から雄一と連絡が取れなくなり、捜索願を出していた。
梅里尚彦〈42〉
演 - 升毅
龍仁湖の爆破事件の被害者。「KSメディカルエンジニアリング」の営業担当だが、警察の捜査で海外の死の商人と関係があったことがわかる。
山辺晃
演 - 今西啓人（第九章）
大田区立貝塚第二中学校生徒、美術部員。「ゾンビのデスマスク」の作者。
原沢
演 - 不破万作（第九章）
デスマスクが発見された自然公園の池周辺の不法投棄ゴミの回収を行う産業廃棄物業者。
キャンプ客
演 - 土田アシモ、工藤時子（共に第九章）
龍仁湖畔でキャンプをしていて、爆発を目撃する。
管理人
演 - 伊東由美子
藤川雄一が住むアパートの管理人。
不動産屋
演 - 田中昌宏（第九章）
藤川雄一が住むアパートを管理している不動産屋「ラスターハウス」社員。
内海に聞き込みされる人たち
演 - 斎藤芽美（現・さいとう芽美）（蕎麦屋店員）、池田真琴（百均ショップ店員）、田口寛子（花屋店員）（共に第九章）

「KSメディカルエンジニアリング」社員
演 - 吉田晋一、堤匡孝、はやしだみき、川屋せっちん、高瀬アラタ（共に最終章）
内海らに事情を聞かれる。
音響研究所職員
演 - 八十田勇一（最終章）
内海が持ち込んだテープの音声を解析する。

#### 第2シーズン
1話のみの登場または複数話登場の場合は括弧（）内に表記

##### 第一章「幻惑す」（まどわす）
連崎至光 / 石本一雄〈44〉
演 - 大沢たかお
宗教団体クアイの会教祖。気功を基に、クアイの会を創設する。実は妻たちによってマイクロ波を利用したトリックに利用されていただけの普通の人。しかし留置場内で力が戻ったような描写がある。
妻たちの悪行には薄々感付いていたが、教団幹部としての実権を持たないため、どうすることも出来なかった。
石本佐代子
演 - 奥貫薫
連崎の妻。連崎の傍に連れ添う一方で彼が「送念」を行う場面にいつもいなかった。実は前の夫とは一度死別しており、マイクロ波などを専門的に修理していたことから「送念」のヒントを得た。
教団の実権を握っているのは連崎ではなく彼女。クアイの会がある山の向かいにある山に別荘を持ち、中には豪華なオーディオ機具やパソコンなどが置かれており、真島や守屋と共に贅沢な生活をしていた。
真島
演 - 梶原善
クアイの会最高幹部。連崎の一番弟子。
間宮昌明
演 - モロ師岡（第九章）
貝塚北署刑事。岸谷の上司。
守屋肇
演 - 伊藤高史
クアイの会最高幹部。
中上祐介〈31〉
演 - 白倉裕二
クアイの会の経理担当。連崎に資金の不正流用について問われ、指一本触れずに連崎の「送念」の力で転落死させられる。
里山奈美
演 - 西原亜希
「週刊トライ」の女性記者。クアイの会を取材に来た際に、転落死事件の現場に居合わせる。
カメラマン
演 - 大野泰広
里山と一緒に取材に来た「週刊トライ」のカメラマン。
桐ヶ谷
演 - 戸田昌宏
クアイの会のライバル教団「守護の光明」の幹部。
オクラホマ
演 - オクラホマ（河野真也、藤尾仁志）（写真）
女性警官
演 - 森あさみ

子ども
演 - 芝本麟太郎、須田瑛斗、新井美羽、藤本飛龍、錦辺莉沙
クアイの会の施設の子どもたち。
留置場の男
演 - 天田暦
連崎と同じ留置場に留置されている男。連崎に希死念慮を言い当てられ、手を額にかざして浄化される。
- 渡辺杉枝[24]、加藤裕[25]、前田愛[26]

##### 第二章「指標す」（しめす）
真瀬加奈子〈17〉
演 - 川口春奈（少女期：江良陽彩）
人生の岐路に於いて、どちらか一方を選択しなければならない時に水晶の振り子の力を借り、ダウジングで物事を決めている。いなくなった野平さんちの飼い犬・くりちゃんもダウジングで探し当てる。
野平みつ子〈72〉
演 - 市川千恵子
自宅で強盗に襲われ、死亡。仏壇の奥に隠していた金の延べ棒が盗まれ、飼い犬のくりちゃんがいなくなっていた。加奈子など、近所の子供たちとは以前から懇意にしていた。
門松信博
演 - 野添義弘
手作りパン「門松パン」店主。近くの学校の生徒たちに人気で、「門パンのおじちゃん」と慕われている。
門松克江
演 - 南風佳子
信博の妻。
優香
演 - 田村真依奈
加奈子の親友。
堀部浩介
演 - 奥村秀人
加奈子が中学時代から憧れていた先輩。加奈子に告白するが振られる。
井沢里沙
演 - 大久保聡美
浩介の新しい彼女。
武藤啓輔
演 ‐ 原田文明
物理学教授。岸谷に「それはね、偶然だよ」と答える。
編集者
演 - 田中護、
超常現象の雑誌「超X科学」の編集者。岸谷に「じゃあ超能力だ」と答える。
研究者
演 - 上原由恵
岸谷に「あなた本当に刑事？」と訊ねる。
学生
演 - 越智貴広
岸谷に「ウチの学生じゃないの？」と言う。
堂林次郎
演 - 太田裕
元大学教授。岸谷に「あなたの質問の意味がわからない」と答える。

##### 第三章「心聴る」（きこえる）
脇坂睦美
演 - 大島優子
データ復旧のベンチャー企業・ペンマックス 営業部社員。社長から可愛がられていると誤解を受け、冴子から陰湿な嫌がらせを受けていた。加山の事件の翌日から耳鳴りが続いている。
小中行秀
演 - 松尾諭
ペンマックス システムエンジニア。密かに睦美に想いを寄せており、体調が優れない彼女を心配する。
白井冴子
演 - 陽月華
ペンマックス 営業部社員。岸谷の帝都大学時代の薙刀部の先輩。社長との不倫の末、別れ話を持ち出され風呂場で手首を切って自殺。部下にきつく当たることが多く、社内での評判は悪かった。
早見達郎〈51〉
演 - 近江谷太朗
ペンマックス 社長。冴子との不倫関係を解消し、彼女の自殺の原因を作った。冴子の葬儀に参列した際に頭の中で彼女の声が聴こえ、自責の念に苦しみ東京湾に飛び込んで自殺する。
由加里
演 - 原田佳奈
佐藤聡子
演 - 松岡璃奈子
上記2名は岸谷の帝都大学時代の同級生。冴子の葬儀で再会する。
加山幸宏
演 - 宮本大誠
ペンマックス 営業部責任者。睦美・冴子の上司。冴子の自殺後、彼女の声が聴こえると社内で錯乱して暴れ、止めに入った岸谷の臀部をカッターナイフで刺してしまう。
小野田
演 - 米倉利紀
東京都療生会中央病院 外科医。臀部を刺されて入院した岸谷の担当医。
ペンマックス社員
演 - 森下亮、佐野光来
湯川らに話を聞かれる。
ペンマックス社員
演 - 青山祥子、奥以桃子、渋谷謙人

- 吉田愛子、龍谷修武[35]（最終章 後編）

##### 第四章「曲球る」（まがる）
柳沢忠正
演 - 田辺誠一
湘南アースリーズ所属の元プロ野球投手。昨年、球団から戦力外通告を受ける。妻の不倫を疑っている。
柳沢妙子
演 - 中田有紀
忠正の妻。3週間前から自宅を出て実家で1人暮らししていた。心身ともに疲れ果て、実家のソファーで熟睡している時、納戸にしまってあるストーブが自然発火し、一酸化炭素中毒で死亡する。最近ある男性と、定期的に二人で会っている。
宗田祐輔
演 - 古田敦也
柳沢のピッチングパートナー。柳沢の現役復帰を信じ、湯川の「流体力学から見たシャトルコックの連続運動に関する研究」の論文を読んで、ピッチングフォームの修正を湯川に相談する。
志村孝彦
演 - 敦士
太陽ホテルリネンサプライ勤務のトラック運転手。大野邸のストーブ発火の事件が起きた日、新横浜グレイスホテルの地下駐車場でスプリンクラーの水成膜泡消火薬剤が噴出する事故に巻き込まれる。
二ノ宮
演 - 大橋智和
東京消防庁消防士。大野邸のストーブ発火の事件概要について、岸谷たちに説明する。
川本翔平
演 - 福地叶成
柳沢忠正にサインをねだる野球少年。
遠藤紘美
演 - 田中こなつ
新横浜グレイスホテル ラウンジウェイトレス。湯川らに話を聞かれる。
ヤン
演 - 田窪一世
台湾料理・台北風情 オーナーの台湾人。末弟は台湾リーグ所属のプロ野球選手。
川久保
演 - 山崎大輔
宗田が過去に所属しており、その縁で頼み込んで柳沢忠正がテストを受ける球団の監督。
- 薬師寺順[40]、湯沢勉[41]、森一丁[42]、池田葵

##### 第五章「念波る」（おくる）
磯谷若菜〈26〉
演 - 桐谷美玲
双子の姉。アンティークショップ経営。東京在住。既婚。自宅で侵入者にハンマーで頭部を殴打され、昏睡状態に陥るが一命を取り留める。
三上春菜〈26〉
演 - 桐谷美玲
双子の妹。信用金庫勤務。長野在住。独身。若菜が殴打された時に胸騒ぎがして、知宏の携帯電話に慌てて電話する。同時刻に頭部の痛みを感じ、姉が見た犯人の顔が頭の中に思い浮かぶ。幼少のころから怪我の場所が同じだったり、離れていても同じ食事を摂っていたりとお互いに意識が繋がっている感覚があった。
磯谷知宏
演 - 桐谷健太
若菜の夫。ビジネスコンサルティング「NEON」経営者。経営は上手くいっておらず、一方若菜の店は業績が良く、夫婦仲は良くなかった。
山下慎一
演 - 清水優
知宏の部下。磯谷流ビジネス活用術のセミナー中、春菜から知宏の携帯電話に着信があり、只事ではないと察して事情を伝え、セミナー終わりに自宅へ急行し、知宏と共に頭から血を流して倒れている若菜を発見する。
後藤剛志
演 - 渋川清彦
振り込め詐欺や組織犯罪の主犯格。
和田美智子
演 - 恒吉梨絵
池野記念総合病院 看護師。

ガソリンスタンド店員
演 - 日野出清
太田川に写真を見せられる。
ダーツバー店員
演 - 花田俊、石田健
岸谷に写真を見せられる。
双子
演 - 笹山哲平、笹山純平、森本奈々、森本寧々、水谷千尋、水谷夏希、二瓶寿麻、二瓶佑麻、鵜野美和、村石美穂、新田幸子、伏見昌子
岸本が連れて来た双子たち。
- 田中允貴（第八章）[52]、芝井美香[53]

##### 第六章「密室る」（とじる）
野木祐子〈40〉
演 - 夏川結衣
NTC製作所 主任研究員。東京化学技術大学出身。主に電子光子相互作用や立体映像に応用出来るコヒーレンスを研究しているが、最近は鳴かず飛ばずの研究者。自らが企画した山歩きのイベントに参加した部下の真希がつり橋から落下して死亡する。
篠田真希〈33〉
演 - 遊井亮子
NTC製作所 研究員。UCLA出身。上司の祐子より優秀な研究成果を残している研究者。山歩きイベント初日の翌朝、渓流で死体となって発見される。
藤村伸一
演 - おかやまはじめ
祐子らが泊まったペンションの主人。よく泊まりに来る祐子とは顔見知りの関係。
潮見愛
演 - 白鳥久美子（たんぽぽ）
関加奈子
演 - 川村エミコ（たんぽぽ）
上記2名は祐子が企画した山歩きのイベントに参加したOLたち。岸谷もこのイベントに参加していた。
研究者
演 - 田上ひろし、蒲生純一、
「物理学会学術フォーラム」参加者。湯川と共に会場を出てきて感想を語る。
NTC製作所職員
演 - 海島雪、安岡直、小山かつひろ
岸谷が話を聞いた研究者と職員。

##### 第七章「偽装う」（よそおう）
小島結衣〈22〉
演 - 香椎由宇
武彦と湯川ゼミ学生・遠野みさきの幼馴染。小学生のころから養父・太一から日常的に虐待を受け、母に横柄な態度で接する養父を殺したいほど憎んでいた。御座位岳（ございだけ）の祠で白骨遺体として見つかった神主と、生前最後に言葉を交わしていた。
合田武彦〈22〉
演 - 渡部豪太
結衣とみさきの幼馴染。上都賀署地域課巡査。コンクリートで塞がれた祠の中にミイラが存在しているかどうか、という調査を、帝都大学理工学部に通うみさきを通じて湯川に依頼する。
小島太一
演 - 中丸新将
啓子の夫で結衣の養父。妻と共に自宅内で殺害される。ロッキングチェアに座った状態で銃殺されていた。壁に烏天狗と書かれた文字、庭には散弾銃が放置してあった。不動産業で成功したこの辺一帯で一番の資産家だが、傲慢で嫌われていた。
小島啓子
演 - 宮田早苗
結衣の母。結衣が幼い頃に太一と結婚した。夫と共に自宅内で殺害される。啓子は首を絞められて殺されていた。
神主
演 - 浜田道彦（クレジットでは浜田勝彦と誤記）
3週間前、「烏天狗がミイラを取り返しに来る」と、天狗のミイラが祀られた祠の入り口を突然コンクリートで固めてしまう。しばらくして武彦が様子を見に行くと、祠で死後2週間ほどの白骨遺体となっていた。

##### 第八章「演技る」（えんじる）
神原敦子
演 - 蒼井優
劇団「コン・カロローサメンテ」（略称：コンカロ）の看板女優。他者との会話をICレコーダーで記録し、性格を分析する。半年前に駒田と交際関係に発展し、彼のマンションの合鍵を持っていた。駒田が殺された時間は安部とカフェでお茶をしており、19時31分ごろに掛ってきた彼からの着信に気付かなかった。
駒田良介〈35〉
演 - 丸山智己
劇団「コン・カロローサメンテ」代表・演出家。東京湾の花火が打ち上がっている時間帯に何者かに腹部を刺されて死亡する。犯行当時、自宅マンションには鍵が掛かっており密室だった。
安部由美子
演 - 佐藤仁美
劇団「コン・カロローサメンテ」の衣装係。駒田が殺された19時31分ごろに着信が入るが、話しかけても彼からの応答はなかった。
段田団二郎
演 - ガッツ石松
段田煙火店代表。「東京湾レインボー花火大会」の花火製作者。犯人が作った花火の写真トリックを崩すため、駒田殺害現場で行う湯川の仮説実験に協力する。
お天気キャスター
声 - 平野史子
テレビのお天気キャスター。

##### 第九章「攪乱す」（みだす）
高藤英治〈47〉
演 - 生瀬勝久
カルチャースクール物理学講師。栗林の友人。10年前、東京工業化学大学で物理学講師をしていた時代、ヘリカルギア機構（はすば歯車）に関連した研究発表の場で湯川から質問をされていた。
上田重之
演 - 岡本正仁
「悪魔の手」が殺害した1人目の被害者。窓拭き清掃員。品川のパチンコ店の清掃作業中に高所から転落して死亡。高所作業の慣れもあって安全帯を装着していなかった。
石塚清司〈25〉
演 - 石川賢二
「悪魔の手」が殺害した2人目の被害者。会社からの帰宅途中に激しい頭痛とめまいに襲われ、悶え苦しむ中で線路内へ侵入してしまい、電車に轢かれて死亡。
加藤由美
演 - うつい香織
看護師。高藤の同棲相手。数日間、自宅に帰宅せず行方不明になっていた。
天辺紀子
演 - MEGUMI
石塚が殺害された当日、高速道路で事故寸前の事態に遭った主婦。謎の耳鳴りに襲われていた。
小倉智昭
演 - 本人
ワイドショーキャスター。マスコミ嫌いの湯川が「悪魔の手」をおびき寄せるためにワイドショーの中継に出演する。
- 伊藤修子[26]、南好洋[61]、山崎満、宮内順子[62]、菊池敏弘[63]、佐藤充浩、清水沙映[64]、増谷康紀[65]

##### 最終章「聖女の救済」（せいじょのきゅうさい）前編・後編
真柴綾音
演 - 天海祐希
義之の妻。旧姓：三田。幼児教育「ひまわり会」代表。湯川とは岩見沢市立幌向中学校時代の同級生で、湯川に片思いしていた。父が怪我を負ってしまい、夫が毒殺される時間帯は北海道に里帰りをしていた。中学時代、棘がある花は好きにはなれないと湯川に話していたが現在では夫が好きな赤いバラを自宅で栽培している。結婚当初妊娠していたが、自転車に乗った女性に当て逃げされ流産している。
真柴義之〈43〉
演 - 堀部圭亮
綾音の夫。エムシステムズ 経営者。自宅で亜ヒ酸ナトリウム入りのコーヒーを飲んで死亡しているところを発見される。午前中、会社のテレビ会議に出席したときや亜ヒ酸ナトリウム中毒で死亡する前も同じやかんを使用してミネラルウォーターで水を沸かして、コーヒーを飲んでいた。毒殺される前に紫色の傘を差した女性が真柴の自宅を訪れていた。
若山晴美
演 - 山口紗弥加
幼児教育「ひまわり会」主任保育士。ひまわり会では主に小学校受験対策や英語のイマージョン・プログラムを取り入れ、幼児に教育している。主婦業に専念する綾音の代わりに他のスタッフと協力して、幼児教室を切り盛りする。
加藤
演 - 音尾琢真
エムシステムズ 社員。義之の部下。会議の時間に義之と連絡が取れず、綾音に電話してくる。
エムシステムズ 社員
演 - 西興一朗
加藤と共に岸谷らに真柴夫婦のことを話す。
ヨナ
演 - ク・ハラ（KARA）（前編）
エムシステムズ 社員。
綾音の友人
演 - 松永玲子、中込佐知子（共に前編）
綾音の幼馴染み。綾音が加藤からの電話を受けた時、北海道に里帰りしている綾音と食事をしていた。
津久井潤子
演 - 相沢直美（前編）
イラストレーター。昔、義之と交際していたが、同時に付き合っていた綾音が妊娠したため、別れを余儀なくされ実家に戻る。
田沢のり子
演 - 光浦靖子（後編）
宗教団体・もみのき会 信者。雨の日に紫色の傘を差していた女性。
小林あずさ
演 - 村岡希美（後編）
小林産婦人科病院 医師。自転車と接触事故を起こした綾音を治療するが、お腹にいた胎児は救えなかった。
小笠原
演 - 芹澤名人（後編）
産婦人科医。綾音が不妊治療に通っていたクリニックの主治医。
- 前編 - 瀬戸さおり[26]、久保勝史[72]、牧田哲也[73]、坂田鉄平[74]
- 後編 - 井上富美子[75]

### ガリレオΦ（エピソードゼロ）
湯川学〈33〉
演 - 福山雅治（大学生時代：三浦春馬）
帝都大学理工学部物理学科助教授。
草薙俊平〈33〉
演 - 北村一輝（大学生時代：佐野和真）
貝塚北署刑事で湯川の友人。過去の殺人事件で容疑者とされたところを湯川に救われた経験がある。
塩野谷あかり〈22〉
演 - 長澤まさみ
湯川ゼミの学生。小淵沢や平原の先輩に当たる。性格は快活で好奇心旺盛な理系の真面目な優等生タイプ。自分が学んだ理系の知識を役立てたいと考えており、草薙が持ちかけた事件に興味を持ち捜査に加わろうとする。栗林とは何かと張り合っている。
小淵沢隆史〈21〉
演 - 福井博章
平原瑤子〈19〉
演 - 小松彩夏
湯川ゼミの学生たち。
新藤奈美恵〈27〉
演 - 香里奈（特別出演）
幸正の後妻の娘。幸正と血の繋がりはなく、また戸籍上も他人でありながら、娘として車椅子で生活している幸正の介護をしている。
紺野宗介〈30〉
演 - 長谷川朝晴
奈美恵の婚約者。邦宏の存在が原因となって結婚にこぎつけなかった。
友永邦宏〈31〉
演 - 波岡一喜
幸正の息子で事件の被害者。幸正と前妻との間に生まれる。両親の離婚後は母親に引き取られていたが、その死後に友永家に現れて離れに住み着く。定職に着くことも無く、周囲の迷惑を顧みずに遊び呆けていたため、周りから快く思われていなかった。
村田教授
演 - 村松利史
帝都大学教授兼犯罪心理学者。草薙らが事件資料を持って意見を聞きに訪ねる。
所沢三郎
演 - ベンガル
事件当時に現場付近で釣りをしていた目撃者。
栗林宏美〈42〉
演 - 渡辺いっけい
帝都大学の湯川の助手。湯川が学生だった時も助手を務めていた。
弓削志郎〈28〉
演 - 品川祐
貝塚北署刑事。3年前は草薙とコンビを組んでいた。当時から死体を見ることには慣れていなかったよう。
城ノ内桜子〈35〉
演 - 真矢みき
監察医。3年前の事件以降草薙と知りあうことになる。
友永幸正〈63〉
演 - 蟹江敬三
金属加工専門企業「友永スチール」の前社長。現在は脳梗塞の後遺症により、車椅子生活を余儀なくされている。中卒ながらも人一倍努力して町工場だった「友永スチール」を発展させ、また自身が開発した金属加工技術をNASAにも認められ「メタルの魔術師」と呼ばれていた。奈美恵を戸籍上の娘としていないのは、そうすることで彼女を自分の介護のために束縛してしまうことを恐れたため。
安田
演 - 山西惇
井村
演 - 田鍋謙一郎
岡部
演 - 髙橋洋
上記三名は「友永スチール」社員。
近所の主婦
演 - よしのよしこ、兎本有紀

漁師
演 - 浜田純磨

水着の美女
演 - 大友さゆり、みなみ、野間れい、柏木美里、西内裕美、田中涼子、林弓束、村岡沙耶香、木本優

### ガリレオXX 内海薫最後の事件 愚弄ぶ

#### メインキャスト（ガリレオXX）
内海薫（うつみ かおる）〈33〉
演 - 柴咲コウ
警視庁貝塚北警察署刑事課強行犯係、警部補。最終話放送9か月前に間宮からオクラホマ行きの打診を受ける。 岩見芙美と東京見物をしていた上念を不審に思い、職務質問をする。
上念研一（じょうねん けんいち）〈39〉
演 - ユースケ・サンタマリア
介護派遣センター・タイヨウ所属の介護士。介護利用者の娘を殺害した罪で全国指名手配されている。5年前までは少し知られたゲームクリエイターだったが、盗作疑惑をめぐるトラブルで業界を追放されている。
当摩健斗（とうま けんと）
演 - 柳楽優弥
長野県警察御坂警察署刑事課強行犯係 巡査部長。後方支援担当。岩見千加子殺害事件の捜査で内海と相棒を組む。

#### 長野県警察御坂警察署
関岡郁夫（せきおか いくお）
演 - 伊武雅刀
刑事課強行犯係刑事。警視庁刑事時代は髙﨑の部下。
髙﨑依子（たかさき よりこ）
演 - 余貴美子
署長。警視庁刑事時代に猿渡雄吉が起こした殺人事件を担当していた。

#### 警視庁貝塚北警察署（ガリレオXX）
太田川稔（おおたがわ みのる）〈30〉
演 - 澤部佑
刑事課強行犯係刑事。
岸谷美砂（きしたに みさ）〈25〉
演 - 吉高由里子
刑事課強行犯係の新人刑事。警部補。
間宮昌明
演 - モロ師岡
刑事課強行犯係係長。警部。

#### 警視庁刑事部
草薙俊平（くさなぎ しゅんぺい）〈42〉
演 - 北村一輝
捜査第一課刑事。
弓削志郎（ゆげ しろう）〈37〉
演 - 品川祐
捜査第一課刑事。
多々良（たたら）
演 - 永島敏行
捜査第一課管理官。

#### 事件関係者
岩見千加子（いわみ ちかこ）
演 - 大路恵美
隆治・芙美の娘。歯科助手。母の介護に関して上念と口論になり、ミキサーで頭部を殴られ殺害される。
岩見芙美（いわみ ふみ）
演 - 池田道枝
千加子の母親。長野県御坂市北品町在住の認知症患者。
岩見隆治（いわみ たかはる）
演 - 神崎孝一郎
千加子の父親。生前は記者をしており、獄死した猿渡雄吉（演‐木村靖司）冤罪事件を取材していた。その岩見が死亡、御坂署の捜査により自殺と断定された後、「警察官Y・Tは記者を無実の罪で自殺に追い込んだ」という怪文書がマスコミ各社宛に送られてくる。その怪文書が出回った直後に娘の千加子が殺害される。
甲本章雄（こうもと あきお）
演 - 滝藤賢一
しなの新報社会部記者。岩見千加子殺害事件関連を取材し、内海と連絡した直後に死亡。その死もまた自殺と断定された。
堀口（ほりぐち）
演 - 梅沢昌代
介護派遣センター・タイヨウ所長。
瀧山充幸
演 - 近藤公園
弁護士。上念研一が起こした殺人事件の弁護団。

#### その他（ガリレオXX）
アイザック〈32〉
演 - 安原マリック勇人
東京都監察医務院監察医。

#### 帝都大学
湯川学（ゆかわ まなぶ）〈42〉
演 - 福山雅治
帝都大学理工学部物理学科准教授。第十三研究室所属。
栗林宏美（くりばやし ひろみ）〈51〉
演 - 渡辺いっけい
湯川学の助手。
折川圭〈23〉
演 - 今井隆文
宇野原達也〈22〉
演 - タモト清嵐
田窪壮一郎〈22〉
演 - 小野塚勇人
遠野みさき〈22〉
演 - 逢沢りな
上記4名は帝都大学理工学部物理学科第十三研究室のゼミ生。湯川の教え子。

### ガリレオ 禁断の魔術
湯川学
演 - 福山雅治
帝都大学理工学部物理学科准教授。
牧村朋佳
演 - 新木優子
刑事。草薙の部下。
太田川稔
演 - 澤部佑
刑事。草薙の部下。
古芝伸吾（こしば しんご）
演 - 村上虹郎
帝都大学医学部の新入生。高校時代は湯川も所属していた物理研究会に所属しており、湯川から実験の指導も受けていた。帝都大入学直後に退学し、行方が分からない状態になる。
倉坂由里奈（くらさか ゆりな）
演 - 森七菜
町工場「クラサカ工機」の娘で高校生。
古芝秋穂（こしば あきほ）
演 - 朝倉あき
伸吾の姉。
長岡修（ながおか おさむ）
演 - 平原テツ
フリーライター。「スーパーテクノポリス計画」の反対運動の中心的人物。自宅で後頭部を殴打され殺害される。
勝田幹夫（かつた みきお）
演 - 越村友一
米村幸三（よねむら こうぞう）
演 - 中村歌昇
鵜飼和郎（うかい かずろう）
演 - 中村雅俊（特別出演）
大賀の秘書。
大賀仁策（おおが じんさく）
演 - 鈴木浩介
代議士。元文部科学大臣。茨城県・光原市で計画中の科学技術に関する公共事業「スーパーテクノポリス計画」の発案者。
栗林宏美
演 - 渡辺いっけい
湯川の助手。
草薙俊平
演 - 北村一輝
警視庁捜査一課刑事。
フロントスタッフ
演 -  生田竜聖（フジテレビアナウンサー）
元プロ野球選手
演 - 広澤克実
大賀の始球式での打者役。
倉坂達夫（くらさか たつお）
演 - 中西茂樹（なすなかにし）
由里奈の父。町工場「クラサカ工機」を営む。
事務スタッフ
演 - 那須晃行（なすなかにし）
クラサカ工機で働く。

## スタッフ

### スタッフ（第1シーズン / ガリレオΦ）
- 原作 - 東野圭吾『探偵ガリレオ』『予知夢』（文藝春秋）〔ガリレオ〕、『ガリレオの苦悩』 〔ガリレオΦ（エピソードゼロ）〕
- 脚本 - 福田靖〔ガリレオ / ガリレオΦ（エピソードゼロ）〕、古家和尚、松本欧太郎〔ガリレオ〕
- 演出 - 西谷弘、成田岳、澤田鎌作〔ガリレオ〕、西坂瑞城〔ガリレオ / ガリレオΦ（エピソードゼロ）〕
- 音楽 - 福山雅治、菅野祐悟〔ガリレオ / ガリレオΦ（エピソードゼロ）〕
- 主題歌 - KOH+（コープラス）「KISSして」 PRODUCED BY MASAHARU FUKUYAMA （ユニバーサルミュージック）
- オープニングテーマ曲 - 「vs. 〜知覚と快楽の螺旋〜」
- プロデュース - 鈴木吉弘、牧野正〔ガリレオ / ガリレオΦ（エピソードゼロ）〕、菊地裕幸〔ガリレオ〕

- 音楽 - 福山雅治、菅野祐悟（ユニバーサルミュージック）
- 技術プロデュース - 友部節子
- TD - 北山善弘、安岡浩
- 撮影 - 増井初明、平田修久、川村有紀子、篠田忠史
- 撮影助手 - 高野学、平山優、本田宏太郎
- 照明 - 田部谷正俊、三上日出志
- 照明助手 - 杉本周二、竹内吾依、濁池良太
- 映像 - 青田保夫
- 映像助手 - 林航太郎
- 録画 - 久米田俊裕
- 音声 - 渡部満裕
- 音声助手 - 日下部徹、中岡武
- 編集 - 山本正明
- 編集助手 - 上野貴史
- ライン編集 - 浅沼美奈子
- ライン編集助手 - 三木秀人
- 選曲 - 藤村義孝
- 音響効果 - 近藤隆史
- MA - 上杉春奈
- 技術プロデュース補 - 名取佐斗史
- 編成 - 金井卓也
- 広報 - 谷川有季
- 広告宣伝 - 吉田和江、福田佳代
- スチール - 新開雅哉
- スタントコーディネーター - 釼持誠
- エキストラ - 三本正弘
- 車輌 - ドルフィンズ
- 劇用車 - LAカンパニー
- 特機 - グリフィス
- 科学監修 - 東京大学大島まり研究室
- 法医監修 - 高木徹也（杏林大学）
- 数学監修 - 根上生也（横浜国立大学）
- 実験協力 - 滝川洋二（東京大学）、岩尾徹（武蔵工業大学）
- 美術プロデュース - 柴田慎一郎
- 視覚効果 - 中山信男、田村憲行
- 電飾 - 中園誠四郎
- アクリル電飾 - 石橋誉礼
- 植木装飾 - 原利安
- 生花装飾 - 牧島美恵
- フードコーディネーター - 住川啓子
- 特殊造形 - 松井祐一
- CGデザイン - 鈴木鉄平
- ガンエフェクト - バイロテック
- レーザー機器 - ランダム
- VFXプロデュース - 冨士川祐輔
- コンポジット - 高野善政
- CG - 高橋美香
- プロデュース補 - 大澤恵、戸倉多佳子、渡辺恒也
- スケジュール - 稲葉正宏
- 演出補 - 宮木正悟、鈴木アラタ、品田俊介、草ヶ谷大輔、山本一男、長野晋也、大庭功睦、金井紘、相沢秀幸
- 制作担当 - 柿本浩樹、森太郎
- 制作主任 - 森崎太陽、白井麻理
- 制作進行 - 村松大輔、大田康一、沖田祐介
- 記録 - 戸国歩、赤星元子
- 制作デスク - 白浜美奈
- 制作 - フジテレビドラマ制作センター
- 制作著作 - フジテレビ

### スタッフ（第2シーズン）
- 原作 - 東野圭吾『ガリレオの苦悩』『聖女の救済』『虚像の道化師 ガリレオ7』『禁断の魔術 ガリレオ8』（文藝春秋刊）
- 脚本 - 福田靖、仁志光佑
- 音楽 - 福山雅治、菅野祐悟「オリジナルサウンドトラック」（ユニバーサルミュージック）
- 演出 - 西坂瑞城、澤田鎌作、金井紘
- 主題歌 - KOH+「恋の魔力」（ユニバーサルJ）
- オープニングテーマ曲 - 「vs.2013 〜知覚と快楽の螺旋〜」
- 演出補 - 金井紘、下畠優太
- 監督補 - 佐々木詳太
- 技術プロデュース - 名取佐斗史
- TD - 浅野仙夫
- 撮影 - 増井初明
- 音声 - 渡部満裕
- 照明 - 桑原伸也
- スチール - 青木操生
- 美術プロデュース - 三竹寛展、豊田亮介
- 美術デザイン - 柳川和央
- 衣裳 - 沖田正次、田中梨紗
- スタイリスト - 勝見宜人、道端亜未
- メイク - 外山隼人、富永智子、井上京子
- タイトルバック・VFX - 山本雅之
- タイトルバックCG - 江部純一、武内哲郎、阪田俊彦
- VFXスーパーバイザー - 鴫原譲
- プロダクションマネージャー - 熱田健太郎
- 科学監修 - 大島まり（東京大学）、岩尾徹（東京都市大学）
- 実験監修 - 滝川洋二（東海大学ガリレオ工房）
- 実験協力 - 原口智（立教女学院）、原口るみ（ガリレオ工房）、立教女学院中学校・高等学校
- 法医監修 - 高木徹也（杏林大学）
- 警察監修 - 大久保秀幸
- 科学捜査指導 - 山崎昭（法科学鑑定研究所）
- 取材協力 - 古澤明（東京大学）
- リサーチ - 今井紳介
- 各話協力スタッフ
  - 撮影協力 - ヤクルト球団、新横浜グレイスホテル（第四章） / 青木煙火本店（第八章） / 相生産婦人科、名古屋市科学館（最終章）
  - スポーツ科学監修 - 神事努（国際武道大学 / 第四章）
  - ピッチング指導 - 西崎幸広、水野雄仁（第四章）
  - ホログラム制作・技術監修 - 凸版印刷（第六章）
  - 花火監修 - 松永猛裕（産業技術総合研究所 / 第八章）
  - PC画面製作 - 田中省二、コマデン、PDトウキョウ（第九章） / FIELD AND NETWORK（最終章）
  - 北海道ロケコーディネート - 松倉和哉（最終章）
- 特殊造形 - 江川悦子
- スタントコーディネート - 大内貴仁
- ワイヤーコーディネート - 福嶌徹
- スタントダブル - 川本耕史、坂井香里、市山英貴、福嶌徹、屋敷紘子
- 広報 - 片山正康
- 広告宣伝部 - 吉田和江
- ホームページ - 須之内達也
- 企画 - 鈴木吉弘
- プロデュース - 牧野正
- 協力プロデュース - 古都真也
- ラインプロデュース - 竹田浩子
- プロデュース助手 - 田淵麻子
- プロデュース補 - 國安馨
- 制作著作 - フジテレビ

### スタッフ（ガリレオXX）
- 脚本 - 池上純哉
- 音楽 - 福山雅治、菅野祐悟「オリジナルサウンドトラック」（ユニバーサルミュージック）
- 演出 - 西谷弘
- 脚本協力 - 福田靖
- 演出補 - 島添亮、長野晋也、二宮孝平、水落拓平、鳥居加奈
- タイトルバック - 山本雅之
- VFX - 大家哲男、道木伸隆、田中貴志
- 特殊造形 - 松井祐一
- 警察監修 - 大久保秀幸
- 科学監修 - 大島まり、岩尾徹、滝川洋二
- 法医学監修 - 高木徹也
- 法医学指導 - 奈良明奈
- リサーチ - 今井紳介
- 介護指導 - 針田進
- アクション指導 - 佐々木修平
- 広報 - 片山正康
- 企画 - 鈴木吉弘
- プロデュース - 牧野正、椿宣和、千綿英久、稲葉尚人
- プロデュース補 - 羽鳥秋乃、佐藤雅彦
- 制作協力 - 角川大映スタジオ
- 制作著作 - フジテレビ

### スタッフ（禁断の魔術）
- 原作 - 東野圭吾『禁断の魔術』（文春文庫）
- 脚本 - 岡田道尚
- 音楽 - 福山雅治・菅野祐悟『オリジナルサウンドトラック』（ユニバーサルミュージック）
- 企画・プロデュース - 鈴木吉弘
- プロデュース - 宋ハナ、古郡真也（FILM）
- 演出 - 三橋利行（FILM）
- 制作協力 - FILM
- 制作著作 - フジテレビ

## エピソードリスト
- 各話は原作同様、第○章で統一。
- シナリオ題としているものは、新聞のテレビ番組欄に記載されたものである。
- 原作タイトルは各話で原作とした湯川シリーズの短編を記載。(*1)表記は『探偵ガリレオ』収録作、(*2)表記は『予知夢』収録作、(*3)表記は『ガリレオの苦悩』収録作、(*4)表記は『虚像の道化師 ガリレオ7』収録作、(*5)表記は『禁断の魔術 ガリレオ8』収録作である。なお、第1シーズン第九章と第十章は『転写る』と『爆ぜる』を織り交ぜたストーリーで、タイトルは『爆ぜる』の前後編となる。第2シーズン最終章の原作は長編作品の『聖女の救済』である。

### 第1シーズン（2007年）
- 第1シーズンは、月9としては『西遊記』以来の平均視聴率20%越えとなった。

| 話数 | 原作タイトル シナリオ題                   | 初回放送日     | 脚本            | 演出     | メインゲスト                            | 視聴率 |
| --- | ----------------------------------------- | -------------- | --------------- | -------- | --------------------------------------- | ------ |
| 第一章 | 燃える(*1) 変人天才科学者                 | 2007年10月15日 | 福田靖          | 西谷弘   | 唐沢寿明                                | 24.7%  |
| 深夜、公園にたむろしていた若者たちの一人が、突然頭部から発火し死に至る人体発火事件が起こる。事件を担当する新米刑事の内海は、尊敬する先輩草薙の助言から帝都大学理工学部物理学科の准教授・湯川学に人体発火の原因解明を依頼する。しかし、湯川は「変人ガリレオ」と呼ばれるほどの変わり者であった。 |                                           |                |                 |          |                                         |        |
| 第二章 | 離脱る(*1) OL殺人と空を飛ぶ少年の謎!      | 10月22日       | 福田靖          | 西谷弘   | 小市慢太郎 虻川美穂子 今井悠貴 石井正則 | 22.1%  |
| OL絞殺事件の容疑者として、保険外交員の栗田が逮捕される。事件当日のアリバイを主張する栗田であったが、立証する人物がいないために警察の厳しい追及を受けることとなる。ところが、ある少年が部屋から栗田の主張するアリバイ通りに車を見たと証言する。しかし少年の部屋と目撃した車の間には工場があり、直接見ることは不可能であった。警察が少年の証言を無視する中、マスコミが幽体離脱現象として騒ぎ始める。 |                                           |                |                 |          |                                         |        |
| 第三章 | 騒霊ぐ(*2) 消えた夫と幽霊の棲む黒い家!    | 10月29日       | 福田靖 古家和尚 | 成田岳   | 広末涼子 甲本雅裕                       | 21.3%  |
| 夜勤明けに湯川から呼び出された内海は、神崎弥生から行方不明の夫の捜索を依頼される。弥生は夫が懇意にしていた高野ヒデ宅が最後に訪れた場所と断定し、夫が行方不明になった日に他界した高野ヒデに代わって現在高野家に住む甥夫婦と不審な男女が夫の失踪に関係していると主張する。そして半ば強引に内海を連れて無人の高野家に侵入した弥生は、内海と共にポルターガイスト現象に遭遇する。 |                                           |                |                 |          |                                         |        |
| 第四章 | 壊死る(*1) 美しき天才殺人者の危険な誘惑   | 11月5日        | 福田靖          | 澤田鎌作 | 香取慎吾                                | 23.6%  |
| 自宅のプールで死亡している女性が発見された。死因は心臓麻痺だったが、なぜか胸に痣ができており、その部分の皮膚は壊死していた。この痣に疑問を持った内海は例のごとく湯川に協力を求めるが、「物理学の範疇ではない」と一蹴されてしまう。困った彼女は、事情聴取で訪れた「四谷工科大学」で田上昇一という男と出会い、調査協力を求めると同時に親しくなっていく。一方、一度は内海の依頼を断った湯川も、ひょんなことから田上への疑念を抱き、痣を残した心臓麻痺の謎に挑む。 なお、この話はメインゲストの放送当時の所属事務所の権利都合により、CSやオンデマンドなどでは放送に影響がある。FODとCSの日本映画専門チャンネルとチャンネルNECOでは欠番になっているが、2024年3月のフジテレビ昼のドラマ再放送枠と翌月(4月)のCSフジテレビTWOではOAされた。 |                                           |                |                 |          |                                         |        |
| 第五章 | 絞殺る(*2) 火の玉の謎と完全なる密室殺人   | 11月12日       | 古家和尚        | 成田岳   | 水野美紀 大後寿々花                     | 22.9%  |
| とあるホテルの一室で、皮膚が擦り切れるまで絞められた絞殺死体が発見される。警察は被害者に多数の保険金が掛かっていたため妻に疑惑の目を向けるが、現場は密室状態であり、妻には完全なアリバイがあった。行き詰まった捜査の中、警察は無視したが犯行が行われたと思われる時間帯に火の玉が目撃されており、内海は突破口を求めて湯川に火の玉の謎解明を求める。 |                                           |                |                 |          |                                         |        |
| 第六章 | 夢想る(*2) 未来の恋と二人きりの長い夜     | 11月19日       | 松本欧太郎      | 西谷弘   | 新井浩文 手塚理美 堀北真希              | 21.4%  |
| 女子高校生の寝室に男が侵入し、発見され負傷しながら逃走するという事件が発生する。容疑者は坂木八郎、内海の幼馴染だった。このため捜査から外された内海は、湯川の協力を得ながら独自に捜査を始める。だが捜査を進めるうちに湯川と内海は坂木がまだ生まれていない「森崎礼美」と結婚する予言をしたとしか思えない事実に直面する。 なお、この話のメインゲストは2017年に芸能界を引退した元女優と2019年に逮捕され、所属事務所から契約解除を言い渡された元男優たったが、こちらは第四章とは正反対にFODでは視聴可能で、2024年3月のフジテレビ昼のドラマ再放送枠とCSのフジテレビTWOではOAされなかった。なおCSの日本映画専門チャンネルとチャンネルNECOでは通常通り放送した。                                                                            |                                           |                |                 |          |                                         |        |
| 第七章 | 予知る(*2) 美しき妻の愛した恐怖の殺人装置 | 11月26日       | 古家和尚        | 西坂瑞城 | 深田恭子 塚地武雅                       | 21.9%  |
| 栗林の友人である菅原の浮気相手が、菅原の向かいのマンションで首吊り自殺する。それから半年後、妻とは離婚させられ、多額の慰謝料を支払った菅原から、事件の一週間前にも同じ自殺シーンを見たと聞かされた栗林は、湯川と内海に相談を持ちかける。湯川は、予知さながらの出来事に興味を持ち、解明に乗り出す。 |                                           |                |                 |          |                                         |        |
| 第八章 | 霊視る(*2) 殺人事件を知らせた姉の幽霊!    | 12月3日        | 古家和尚        | 成田岳   | 釈由美子                                | 19.9%  |
| 料理教室の経営者・前田美鈴が200か所以上を刺された遺体となって発見された。容疑者とされた男はビルの窓から外に出ようとして、誤って転落死してしまう。被害者がストーカー被害に遭っていたことから警察はストーカー殺人との見方を強めるが、事件現場から30km離れた被害者の自宅にいた被害者の妹・千晶は、犯行時刻に窓越しに姉の姿を目撃していた。千晶の証言が気になった内海は、霊視かテレポーテーションのような不可思議な現象について湯川に相談する。興味を持ち調査に乗り出す湯川だが、30km離れた場所へ短時間で移動する方法の解明に行き詰まってしまう。 |                                           |                |                 |          |                                         |        |
| 第九章 | 爆ぜる(*1)前編 悪魔が仕掛けた連続殺人     | 12月10日       | 古家和尚        | 西坂瑞城 | 久米宏                                  | 21.7%  |
| 最終章 | 爆ぜる(*1)後編 聖夜にKISSして!            | 12月17日       | 福田靖 古家和尚 | 澤田鎌作 | 久米宏                                  | 19.6%  |
| ある中学の文化祭に防犯講習で訪れた内海と弓削は、「ゾンビのデスマスク」と名づけられた展示品を目にする。精巧に作られたこの展示品は、生徒が池から拾い上げたアルミ板を元に作った物だったが、行方不明中の藤川雄一にそっくりだった。後日、その池から藤川の遺体が発見される。まるで遺体から転写して作られたような精巧な顔型の謎を追う湯川と内海は、城ノ内から藤川が放射線被曝を受けていたことを知らされる。さらに栃木県警から龍仁湖で起きた原因不明の爆破事件の捜査協力を受けた本庁の草薙からも、事件の被害者が放射線被曝を受けていたことを知る。この被害者が藤川と同じ会社に勤務していたことから、事件の背後にかつての恩師・木島征志郎の存在を感じた湯川は木島との全面対決に挑む。                                                        |                                           |                |                 |          |                                         |        |

- 平均視聴率 21.9%[81]（視聴率はビデオリサーチ調べ、関東地区・世帯）

### ガリレオΦ（2008年）
| 話数 | 原作タイトル シナリオ題                                                                      | 放送日                       | 脚本   | 演出     | メインゲスト                        | 視聴率      |
| --- | -------------------------------------------------------------------------------------------- | ---------------------------- | ------ | -------- | ----------------------------------- | ----------- |
| 第0章 （特別編） | 落下る(*3) / 操縦る(*3) ガリレオΦ 青い海の超密室殺人!! 華麗なる美女たちとガリレオ誕生の秘密! | 2008年10月4日 2009年12月28日 | 福田靖 | 西坂瑞城 | 三浦春馬 長澤まさみ 香里奈 蟹江敬三 | 20.8% 15.2% |
| 海辺近くの友永家で、離れが突如炎上。焼け跡からそこに住んでいた息子・邦宏の遺体が見つかる。当初は焼死と見られたが、刀のような刃物で刺されていたことが判明する。しかし離れには何者かが侵入した痕跡はなく、捜査に当たった草薙は専門家に意見を聴くため、母校の帝都大学を訪れる。その帰り際、大学の掲示板に学生時代の友人と同じ名前の助教授（湯川学）の名を見かけた草薙は、湯川の研究室に足を運ぶ。草薙は学生時代に殺人容疑を掛けられ、窮地を湯川に救われた経験があり、再会した湯川に捜査協力を依頼する。草薙から聞かされた事件に全く興味を示さない湯川だったが、「現場近くのビーチには水着姿の女性がいる」と草薙から唆され、助手の栗林を連れて現場に向かうことになる。 |                                                                                              |                              |        |          |                                     |             |

### 第2シーズン（2013年）
| 話数 | 原作タイトル シナリオ題                                                              | 初回放送日    | 脚本            | 演出     | メインゲスト      | 視聴率 |
| --- | ------------------------------------------------------------------------------------ | ------------- | --------------- | -------- | ----------------- | ------ |
| 第一章 | 幻惑す(*4) 帰ってきた変人! 第1話は物理学対念力!!                                     | 2013年4月15日 | 福田靖          | 西坂瑞城 | 大沢たかお 奥貫薫 | 22.6%  |
| 宗教法人クアイの会の教祖・連崎が信者に指一本触れずに念を送り、蒲田の雑居ビルから転落死させる事件を起こした。アメリカに研修のため旅立つ内海は、草薙の指示通り、自分の後任として岸谷美砂を湯川に紹介する。内海と岸谷から連崎の「送念」と呼ばれる行為について説明を受けた湯川は、岸谷とともにクアイの会の教団施設を訪れ、連崎と面会する。 |                                                                                      |               |                 |          |                   |        |
| 第二章 | 指標す(*3) 死を呼ぶ水晶振り子! 変人vs美少女                                          | 4月22日       | 福田靖          | 西坂瑞城 | 川口春奈          | 20.5%  |
| 一人暮らしの老婦人・野平みつ子が何者かに殺害された。その後彼女の飼い犬のクリが死骸となって数百メートル離れた場所で発見されるが、発見者の高校生・真瀬加奈子はダウジングを使ってクリを発見していた。報告書をまとめることとなった岸谷は被害者の遺体発見の経緯を論理的に説明出来ず、困り果て湯川のもとを訪れる。ダウジングに興味を持った湯川は岸谷と捜査にあたる。 |                                                                                      |               |                 |          |                   |        |
| 第三章 | 心聴る(*4) 復讐する亡霊社内連続怪死事件!                                             | 4月29日       | 福田靖          | 澤田鎌作 | 大島優子          | 21.1%  |
| 岸谷は大学のサークルの先輩だったデータ復旧会社・ペンマックスの従業員・白井冴子の葬儀に参列していた。その場で、社長・早見は死んだはずの彼女の声が聴こえたことで発狂し、投身自殺する。現場を目撃して違和感を覚えた岸谷は太田川とペンマックス社を訪ねるが、その場において冴子の上司である加山が彼女の声を聴いたことで錯乱、止めに入った岸谷の臀部を刺してしまう事態になってしまう。この模様を電話で聞いていた湯川は声が聴こえる原因に興味を持ち、岸谷と捜査を始める。同じころに、冴子の部下だった脇坂睦美は謎の耳鳴りに悩まされるようになる。 |                                                                                      |               |                 |          |                   |        |
| 第四章 | 曲球る(*5) 姿なき侵入者と魔球の謎! 遠隔放火                                          | 5月6日        | 福田靖          | 西坂瑞城 | 田辺誠一          | 20.9%  |
| プロ野球選手の柳沢忠正の妻・妙子の民家でストーブが着火し、妙子が死体で発見される。忠正の事情聴取をした岸谷は夫婦仲がしっくりいっていなかったことを知り、忠正に疑いの目を向ける。しかし、妙子が亡くなった時間、忠正には練習パートナーの宗田祐輔と、科学実験のアドバイザーと一緒に投球練習をしていたアリバイがあり、そのアドバイザーが湯川だった。事件の影響で動揺し、練習に集中できない忠正のため、湯川は事件の解明に乗り出す。その後妙子の死は事故によるものと判明するが、疑念を拭いきれない忠正は、さらなる調査を湯川に依頼する。 |                                                                                      |               |                 |          |                   |        |
| 第五章 | 念波る(*5) 距離200キロの目撃者! 双子の神秘                                           | 5月13日       | 福田靖          | 澤田鎌作 | 桐谷美玲 桐谷健太 | 17.9%  |
| アンティークショップ経営の女性・磯谷若菜が何者かに襲われ、昏睡状態に陥る事件が発生。襲われたと同時に、双子の妹・三上春菜が姉の危険を察知して夫の知宏に電話を掛ける。岸谷から事件の話を聞いた湯川は、双子の間に説明のつかないコミュニケーション能力があるのは良く聞くが、あくまでも偶然と思い込みであると理論的に説明がつくと話す。しかし、そんな湯川の元に岸谷が連れてきた何組もの双子が現れ、不思議な能力について次々と証言するが、湯川はそれも偶然の一致だと返し、なぜそこまで双子にこだわるのかと岸谷に問いかける。すると岸谷は、若菜が襲われた瞬間、長野に住む春菜が犯人の顔を見たのだと告げる。 |                                                                                      |               |                 |          |                   |        |
| 第六章 | 密室る(*3) vs女性科学者!! 空白の20分の殺人術                                         | 5月20日       | 福田靖          | 金井紘   | 夏川結衣          | 20.4%  |
| ある休日、岸谷はSNSを通じて知った山梨で行なわれる山歩きのイベントに参加する。岸谷の次にペンションに到着した有名企業の研究者、篠田真希は、一通りの挨拶を済ませると「疲れているから」と言って部屋に籠り、夕食時も姿を現さなかった。心配した岸谷と、後から到着したこのイベントの企画者であり、篠田の上司でもある研究者・野木祐子が部屋を訪ねるが、部屋は施錠されており返事は無かった。それからしばらく時が経ってから、篠田がベランダから出て行った痕跡をペンションのオーナーが発見し、翌朝、篠田の遺体が渓流で見つかる。岸谷は、野木は事件が発覚する直前に岸谷たちの前からしばらく姿を消していたことと、野木の次に湯船につかった岸谷の身体に二番風呂では現れないはずの過飽和現象が現れたことから、野木による犯行ではないかと疑問を抱く。岸谷から話を聞いた湯川は、その科学的な理由と野木の美貌に興味を抱き、事件現場を訪れる。 |                                                                                      |               |                 |          |                   |        |
| 第七章 | 偽装う(*4) 壁を抜ける!? 天狗伝説殺人事件!                                            | 5月27日       | 福田靖 仁志光佑 | 西坂瑞城 | 香椎由宇 渡部豪太 | 19.7%  |
| 湯川は栗林とゼミ生の遠野みさきを伴い、茨城で開かれている学会に出席していた。その帰り、湯川と栗林はみさきに誘われ、彼女の地元である栃木の神社にある「天狗のミイラ」を見に行く。しかし神社に着くとミイラのある祠には入ることができず、地元の警官でみさきの幼馴染である合田武彦が現れる。実は神社の神主が「烏天狗がミイラを取り返しにくる」と語り、祠をコンクリートで固めてしまったのだ。しかも神主は2週間前に祠で白骨死体として見つかっていた。みさきは事件を調査してもらうために湯川を神社に連れて来たのだった。するとそこに、一人のずぶ濡れになった若い女性・小島結衣が現れる。彼女はみさきと合田の幼馴染で、神社に着く前、急なにわか雨に降られた湯川に傘を貸した女性だった。 |                                                                                      |               |                 |          |                   |        |
| 第八章 | 演技る(*4) vs狂気の女優! 夜空に舞う花火の下で殺人劇場の幕が開く…                     | 6月3日        | 福田靖          | 澤田鎌作 | 蒼井優            | 19.5%  |
| 人気劇団の代表、駒田良介が自宅で刺殺される。遺体が発見されたのは午後7時50分。その20分ほど前に駒田は劇団の看板女優・神原敦子と衣装係・安部に電話を掛けていたが、一言も発さなかった。電話から駒田の異変を感じた二人は彼のマンションを訪れ、神原が持っていた合鍵を使い部屋に入り、遺体を発見した。部屋は密室だった。その後の調査で駒田と神原が恋人の関係にあったことを知った岸谷は、神原に疑いの目を向け、湯川の元に協力を仰ぐ。湯川は神原のアリバイを崩すある方法を証明する。 |                                                                                      |               |                 |          |                   |        |
| 第九章 | 攪乱す(*3) 狙われた湯川!! 悪魔の手の恐怖実験                                         | 6月10日       | 福田靖          | 金井紘   | 生瀬勝久          | 18.4%  |
| 貝塚北署と湯川の元に、「悪魔の手」と名乗る人物から犯行声明文が届く。警察に対しては犯行予告、湯川に対しては宣戦布告を仄めかす内容だった。その文面の通り、不審な事故死が二件相次ぎ、どちらも前日に犯行予告と思しき書き込みがWebサイト上にあった。同時期、週刊誌に湯川が警察に協力しているという内容の記事が掲載されていた。また、「悪魔の手」からマスコミに捜査状況を伝えて欲しいといった内容の文面が届くが、警察は犯人の挑発には乗るわけにはいかず暫く放置していたが、痺れを切らした「悪魔の手」は詳細な事件概要をリークする犯行声明文をマスコミ向けに送りつけた。そのことによって、「悪魔の手」による一連の事件の存在が明るみに出てしまう。 |                                                                                      |               |                 |          |                   |        |
| 最終章 | 聖女の救済 前編 最終章・聖女の救済－前編－ 愛という名の完全犯罪!!                    | 6月17日       | 福田靖          | 西坂瑞城 | 天海祐希          | 18.2%  |
| 最終章 | 聖女の救済 後編 遂に最終回! 聖女の救済－後編－ 実に、実に、面白い! さよなら!湯川先生 | 6月24日       | 福田靖          | 澤田鎌作 | 天海祐希          | 19.1%  |
| 会社経営者の真柴義之が自宅で殺害されているのが見つかった。彼が飲んだコーヒーからヒ素が検出されたことから、警察は計画殺人による毒殺と断定。彼の妻・綾音は湯川の中学時代の同級生であった。綾音は義之が殺害される直前に彼から離婚を切り出されており、岸谷に疑いをかけられるが、事件当日は北海道に里帰りしていたアリバイがあった。岸谷からの依頼もあり、湯川は20数年ぶりに綾音と再会。湯川は綾音が勤める幼児教室で科学の講師を買って出る。 |                                                                                      |               |                 |          |                   |        |

- 平均視聴率 19.9%（視聴率はビデオリサーチ調べ、関東地区・世帯）

### ガリレオXX（2013年）
| 話数 | エピソードタイトル シナリオ題                                                                                              | 放送日        | 脚本     | 演出   | メインゲスト                    | 視聴率 |
| --- | --- | ------------- | -------- | ------ | ------------------------------- | ------ |
| 1 | ガリレオXX 内海薫最後の事件 愚弄ぶ シリーズ出演者が豪華総登場の完全新作SP 「殺人犯移送の裏に隠された危険な罠と連続殺人!!」 | 2013年6月22日 | 池上純哉 | 西谷弘 | ユースケ・サンタマリア 柳楽優弥 | 15.3%  |
| 刑事課に赴任して5年、内海は湯川との関係を続け捜査に当たっていたが、年齢が30を超えたため将来についてしばしば悩むようになっていた。上司の間宮からはアメリカ研修を勧められ、一層悩みは深まるばかり。そんなある日、車いすに乗った派手な身なりの老婆を見て不審に思った内海は職務質問をするが、その途端老婆が倒れる。その女性・岩見芙美はすでに亡くなっており、車いすを押していた男・上念は彼女の娘・千加子を殺害した罪で指名手配されていたためそのまま逮捕。逮捕のきっかけを作った内海は事件の捜査に当たるため長野県警に派遣され、若手職員・当摩と組んで事件捜査に当たることとなる。しかしこの事件の裏には上念、そして長野県警の闇があった。 | |               |          |        |                                 |        |

### ガリレオ 禁断の魔術（2022年）
| 話数 | エピソードタイトル シナリオ題 | 放送日        | 脚本     | 演出     | メインゲスト             | 視聴率 |
| --- | --- | ------------- | -------- | -------- | ------------------------ | ------ |
| 1 | ガリレオ 禁断の魔術 映画最新作"沈黙のパレード"公開記念! 完全新作SPを放送! 殺害された人の家から突然壁に穴が開くという動画が発見! 湯川学犯人説浮上!? 真実を話さない湯川に果たして何が | 2022年9月17日 | 岡田道尚 | 三橋利行 | 新木優子 村上虹郎 森七菜 | 10.3%  |
| 湯川のもとに高校の後輩で帝都大学医学部の新入生・古芝伸吾が訪ねてきた。その5ヶ月後、フリーライターで、地元の代議士・大賀仁策が推進する「スーパーテクノポリス計画」に反対していた長岡修が自宅で後頭部を殴打され殺害されているのが発見される。現場に残されたメモリーカード内の動画には突然倉庫の壁に穴が開いた奇妙な現象が映っていた。草薙は部下の牧村朋佳を連れ、湯川を訪ねてくる。 | |               |          |          |                          |        |

## 原作との相違点
原作では湯川の相方は草薙刑事であるが、テレビドラマ版ではドラマに華を添えるため女性刑事の内海に変更された。原作の相方である草薙刑事は湯川と組んで活躍したこれまでの功績によって本庁に栄転し、内海に湯川を紹介するところから始まる。内海は現在、『ガリレオの苦悩』および『聖女の救済』にてドラマ同様、湯川の相方を務めている（ただし設定は異なる）。今回原作となっている2作品や『容疑者Xの献身』に登場しておらず、実質的なオリジナルキャラクターとなる。このほか、原作ではレギュラーキャストが少ない（シリーズ通して毎回登場するのが湯川と草薙のみ）ため、理工学部のメンバーや貝塚北署の人物などの大半がオリジナル人物である。湯川の口癖「実に面白い」もテレビドラマ版オリジナルの設定である。
また原作では湯川は「助教授」であるが、2007年4月1日に学校教育法の改正法が施行され、「助教授」の名称が准教授に変更されたため、テレビドラマ版での肩書きは「准教授」になっている（原作においても、『容疑者Xの献身』については文庫化の際に「准教授」に改められている）。一方、「ガリレオΦ」では連続ドラマの3年前の出来事という設定になっているため、当時の名称に準じて湯川の肩書きは助教授である。他にも草薙は警視庁捜査一課勤務だが、テレビドラマ版では貝塚北署勤務を経て、第一章で警視庁に栄転している。
発生する事件・現象およびその仕掛けや解明方法は原作に準ずる一方、各登場人物の設定は大きく原作と異なっているのが特徴で、特に第1シーズン第四章、第八章、第九章、最終章、第2シーズン第七章は、事件と解明方法などの基本部分を除く設定を、すべて変更したオリジナルストーリーになっている。

## 関連番組

### スピンオフ
コラボレーションCM
本編放送に先駆け、2007年9月15日から10月15日（第1話終了）まで、福山雅治が"湯川学"として出演する旭化成（当時の月9枠の提供スポンサーである）とのコラボレーションCMが制作された。それ以降も、旭化成とのコラボレーションCMが放映されている。さらに映画『容疑者Xの献身』公開に前後して、2008年9月12日から9月17日まで、こちらも福山雅治が"湯川学"として出演する東芝とのコラボレーションCMが製作された。
ガリレオ物理学研究室特別講義
2007年10月12日1時9分から2時9分まで（11日深夜）工学部の面々がスプーン曲げについてのレポートを湯川准教授に提出するという設定の特番『ガリレオ物理学研究室特別講義「スプーン曲げ」』が放送された。
ユンゲル
ドラマ「ユンゲル」が携帯サイト限定で配信されたが、2008年1月2日3時5分 - 4時5分（1日深夜）に地上波（フジテレビ・新潟総合テレビ）で放送。その他、映画『容疑者Xの献身』公開に前後して、各地のフジテレビ系列局で放送された。弓削を主役に、かつて湯川と草薙が解決したとされる「田園調布ネズミ男事件」にまつわるオリジナルストーリーになっている。
TOYOTApresents ガリレオの法則
2008年9月29日から10月2日まで、23時30分から23時40分までの四夜連続放送。
スポーツバーに来店した栗林（ナレーター兼務：渡辺いっけい）が「ガリレオ」と嘘を名乗りフォーミュラ1関連の講義を、弓削（品川）柿坂（山崎真実）青柳（三浦まゆ）に教えるが、栗林の講義を聞いた3人は、ガリレオを名乗る栗林の存在に疑問を持つ。
また本編中に、弓削が帝都大学理工学部第十三研究室を訪れる、トヨタ自動車とのコラボレーションインフォマーシャルもある。インフォマーシャルは女性出演者が「頑張れF1日本グランプリ!TOYOTA F1チーム!」と掛け声で締め、本編の栗林がスポーツバーに戻ってくる場面に移る。
1. 09月29日 - 加速る 渡辺美雪（高山都）によるF1初心者講座。
2. 09月30日 - 鍛錬る ゲスト：栗林と一緒にスポーツバー来店する"湯川先生" - みっちー
3. 10月01日 - 空制る 冒頭ゲスト：みっちー
4. 10月02日 - 連帯く ゲスト：小林きな子

シリーズ超常現象ガリレオ事件簿
2013年4月8日から12日まで5夜連続放送のスピンオフ。出演はフジテレビアナウンサー川端健嗣、渡辺いっけい、福山雅治。
- 第1夜 人体発火事件
- 第2夜 火の玉事件
- 第3夜 テレポーテーション事件
- 第4夜 予知事件
- 第5夜 ポルターガイスト事件

タガーリン
2013年4月13日から6月22日まで、SAナイト枠にて全11話放送のドラマ。太田川稔役の澤部佑と、江島千尋役の柏木由紀（オリジナルキャラクター）とのW主演となっている。
ガリレオからの挑戦状 〜実験（ため）す〜
2013年6月15日の『土曜プレミアム』枠で放送のバラエティ番組。司会は加藤綾子、三田友梨佳（フジテレビアナウンサー）。出演者は、石原良純、鈴木ちなみ、鈴木福、平愛梨、ビビる大木、福田彩乃。
福山雅治、ドラマ「ガリレオ」と音楽「Galileo＋」
2013年6月18日から6月21日までの4夜連続の福山雅治へのインタビュー特番。サウンドトラック「Galileo＋」についてドラマとの関連性を紐解く。

### パロディ
ゴロレオ
第八章が放送された2007年12月3日の『SMAP×SMAP』において、『ゴロレオ 第零章 須磨る（すまる）』というパロディが放送された。湯川学は稲垣吾郎、内海薫は香取慎吾が演じた。事件の内容は香取慎吾がゲスト出演した第四章「壊死る」と同じで、使用されたオープニングムービー、演出、音楽などは本物のものだった。
続編として、最終章が放送された2007年12月17日には、第一章「燃える」のパロディである『ゴロレオ 再最終章 語炉る（ごろる）』が放送された。また、このコントの中で最終章「爆ぜる」のトリックの一部が使用された。
第2シーズン第九章が放送された2013年6月13日に復活!ゴロレオとして5年半ぶりに復活し、第一章「幻惑す」をモチーフとした『吾呂れる（ごろれる）』を放送。ドラマとリンクしており、最初は研究室に内海が現れアメリカに研修に行くことが決まったので、後任には岸谷という警部補が来ることを伝える。内海が帰った後、捻挫し松葉杖を持った岸谷美砂（演：香取慎吾）が登場した。前回と同様にオープニングムービー、演出、音楽は新シリーズでも本物だった。
ラリーレオ
2008年1月1日放送の第45回新春かくし芸大会2008『返人 ラリーレオ』でもパロディが行われているが、湯川学は恵俊彰、内海薫はハリセンボンの近藤春菜が演じた。なお、栗林宏美ではないがそれに準ずる助手はほしのあきが演じている。また、被害者の警備員はハリセンボンの箕輪はるかが、容疑者は藤崎マーケットが演じている。
みっちー
ネタを披露する際、まず湯川のキャラクターで現れ、「最近よく見る○○な芸人。実に面白い。……私もやってみよう」とネタ振りをしてから物まねを開始する。なお、「TOYOTA presents ガリレオの法則」や『SP 警視庁警備部警護課第四係』では、実際に湯川の役を演じ、本作品と同じ原作者の『名探偵の掟』では湯川のパロディキャラクターを演じるなど、原作者公認のパロディともいえる。
『特上カバチ!!』（TBS系）
みっちーがゲスト出演した際に登場シーンで「vs. 〜知覚と快楽の螺旋〜」が流れていた。

カワレオ
ガリレオのパロディはこの他、2009年6月10日放送の『爆笑レッドシアター』において「カワレオ」というパロディが放送された。湯川学ははんにゃの川島章良、内海薫は柳原可奈子が演じた。なお、研究生役にはフルーツポンチの亘健太郎が演じている。
キノレオ
FBS福岡放送制作のローカル番組『ナイトシャッフル』の企画。よしもと福岡事務所所属・パタパタママの木下貴信が天才記憶探偵という設定で、福岡地区の懐かしい場所や歴史の謎に挑むという内容。当初はどんぴしゃの森本のりひさが扮する「モリレオ」として始まったが、どんぴしゃが上京したために同じく準レギュラーであった木下が担当することとなった。地元では人気のあるコーナーで、比較的年齢の高い視聴者の中には、本家「ガリレオ」は観たことがないが、「キノレオ」はよく見ているといった現象も起きている。タイトルおよび計算式シーンのCGは、かなりのクオリティで再現されている。
ガリガリレオ
テレビ朝日制作のバラエティ番組『シルシルミシルさんデー』2013年5月19日（テレビ朝日・北海道テレビは同年5月25日）放送回にて、和食さとの特集VTR内でパロディが行われた。
ガリエロ
バラエティ番組『バチバチエレキテる』で放送されたコント。ラブホテルで全裸の女性が殺害された事件に、のむかわ教授（演：野村尚平（プリマ旦那））が挑む。
がりれお
『ピカルの定理』で放送されたコント。ダイイングメッセージの謎を教授（演：又吉直樹（ピース）、大悟（千鳥））が解き明かす。オープニングムービー、演出は本家をかなり再現している。
ハリウッドザコシショウ
「誇張しすぎた福山雅治」という「モノマネ」ネタでは、「vs. 〜知覚と快楽の螺旋〜」を口ずさみ、「実に面白い」のフレーズも使用。福山のYouTubeチャンネルで配信された『男性限定LIVE 野郎夜!! 6』スペシャルムービーに出演し、本家公認のネタとなった。

## ゲーム
ニンテンドーDS用ソフトとして本作品のゲーム化作品が2008年10月23日発売。トムキャットシステムの開発で、販売はディースリー・パブリッシャー。
SIMPLEシリーズでトムキャットシステムが開発を手がけた推理アドベンチャーゲーム（『THE 推理』『THE 鑑識官』など）の流れを汲んでおり、グラフィックもアニメ調である。ただし、パッケージはテレビドラマ版主人公2人の写真を用いているほか、ゲーム内における湯川の決め台詞も福山の音声を用いている。取り扱う事件はドラマの中で特に好評だった「燃える」「壊死る」「予知る」「爆ぜる（前・後編）」の5つの事件を収録。

## Blu-ray・DVD
- ガリレオ 
  - DVD-BOX 発売日：2008年6月13日
  - Blu-ray BOX 発売日：2013年4月24日
- ガリレオΦ（エピソードゼロ）
  - DVD 発売日：2009年2月27日
  - Blu-ray 発売日：2013年4月24日
- ガリレオ II
  - Blu-ray BOX / DVD-BOX 発売日：2013年9月25日
- ガリレオ XX（ダブルエックス） 内海薫最後の事件 愚弄ぶ
  - Blu-ray / DVD 発売日：2013年9月25日

## CD
- ガリレオ オリジナル・サウンドトラック
- Galileo+

## 受賞歴
- 第1シーズン
  - 第55回ザテレビジョンドラマアカデミー賞[88]
    - 最優秀作品賞
    - 主演男優賞（福山雅治）
    - 助演女優賞（柴咲コウ）
    - 脚本賞（福田靖ほか）
    - 監督賞（西谷弘ほか）
    - ドラマソング賞（KOH+「KISSして」）

  - 平成20年日本民間放送連盟賞[89]
    - テレビドラマ番組部門 優秀賞
- 第2シーズン
  - 東京ドラマアウォード2013
    - 連続ドラマ優秀賞[90]

  - ソウルドラマアワード2014
    - 特別賞[91][92]

  - 第77回ザテレビジョンドラマアカデミー賞[93]
    - 助演女優賞（吉高由里子）

## その他
- 帝都大学のロケ地は京都大学吉田キャンパスである[94]。第1シリーズ第一話では東京都台東区上野公園内にある東京国立博物館の表慶館も帝都大学として使われていた。なお、特別編『ガリレオΦ』、第2シリーズでは一橋大学がロケ地になっている。
- 第二章で上村宏（小市慢太郎）の携帯電話に出演依頼の電話をしてきたテレビ局は「JBC」と名乗っていたが、かつて福山が出演したテレビドラマ『美女か野獣』の舞台となったテレビ局も同じく「JBC」である。また、演出家も『美女か野獣』と同じ西谷弘である。また特別編『ガリレオΦ』、『容疑者Xの献身』にも「JBC」が登場する。
- 『探偵ガリレオ』第三章「壊死る」を基にした第1シリーズ第四章における大幅な設定変更は、『西遊記』で香取慎吾と一緒に関わっていた鈴木吉弘が孫悟空とは違った一面の香取を見たいという意向によるもので、脚本や人物設定も香取のためにあてがわれたものである。
- 内海が使用する携帯電話は当初D904i（三菱）だったが、第六章で坂木八郎（新井浩文）によって湯川と内海が船の中に閉じ込められた際、船内が圏外だったため湯川は内海の携帯電話を繰り返し船外に投げてメールを送信した。そのとき内海の携帯電話は壊れてしまったため、第七章からはD905i（三菱）に機種変更されている。この他にも湯川を始め、多くの人物がNTTドコモの機種を使用している。なお、第2シリーズで湯川が使用している携帯電話はREGZA Phone T-02D（富士通）、岸谷が使用している携帯電話はXperia AX SO-01E（ソニー）である[95]。
- ストーリー的に第1シリーズ第十章と繋がる第1シリーズ第九章のエンディングは、冒頭部分が本来はオープニング曲として使われる「vs. 〜知覚と快楽の螺旋〜」になり、途中からいつものエンディング曲である「KISSして」に切り替わるという変則的な形となった。また、第1シリーズ第十章のオープニングは「vs. 〜知覚と快楽の螺旋〜」ではなく『探偵ガリレオ』が使用された。
- 最終章での「赤か青のコードを切断する」というシーンにおいて「アニメ」を出典とする湯川のセリフがあるが、このパターンの大元は1974年のイギリス映画『ジャガーノート』であり、その後、1988年発売の『機動警察パトレイバー』初期OVA第2話「ロングショット」、1989年のアニメ『シティーハンター2』50話『さらばハードボイルド・シティー(後編)』、 1997年公開の『名探偵コナン 時計じかけの摩天楼』、2005年公開の『交渉人 真下正義』などでもこのアイディアが借用された。
- 第2シリーズ第一章で、高エネルギー加速器研究機構内での撮影が行われた。現在は改造中のBelle(ベル) II測定器やSuperKEKB（スーパーケックビー）加速器が用いられた[96]。
- 第2シリーズに登場する家電製品の大半は東芝製となっている（ただし湯川の携帯電話のT-02Dは東芝製ではない）。
- 「XX」に登場している介護派遣センターの「タイヨウ」は任侠ヘルパーに登場した同名の施設であり、ロゴやポロシャツも同ドラマと同じものを使用している。(ただし職員や施設長は異なる人物のため関連性は不明。)
- 第2シリーズの再放送が行われている一部の放送局（関西テレビ・東海テレビ）では2016年4月から新たに本放送時にはなかった解説放送が追加・実施されている。